# Gaz naturel
Pour l’article homonyme, voir Gaz (homonymie).
Le gaz naturel, ou gaz fossile, est un mélange gazeux d'hydrocarbures constitué principalement de méthane, mais comprenant généralement une certaine quantité d'autres alcanes supérieurs, et parfois un faible pourcentage de dioxyde de carbone, d'azote, de sulfure d'hydrogène ou d'hélium. Naturellement présent dans certaines roches poreuses, il est extrait par forage et est utilisé comme combustible fossile ou par la carbochimie. Le méthane est généralement valorisé par le gaz de synthèse en méthanol. La déshydrogénation oxydative de l'éthane conduit à l'éthylène, qui peut être converti en oxyde d'éthylène, éthylène glycol, acétaldéhyde ou autres alcènes. Le propane, un alcane, peut être converti en propylène,, ou peut être oxydé en acide acrylique,, et acrylonitrile.
Sa part dans la production mondiale d'énergie primaire a progressé rapidement, de 19,3 % en 1990 à 23,2 % en 2022. Sa production mondiale s'est accrue de 107 % en 33 ans, de 1990 à 2023, dopée par l’exploitation des gaz non conventionnels. Le gaz naturel est en 2022 la troisième source d'énergie primaire utilisée dans le monde, représentant 23,2 % de la consommation, après le pétrole (29,9 %) et le charbon (28,2 %).
Corrélativement, les émissions mondiales de gaz à effet de serre dues à la combustion du gaz naturel s'élevaient à 7 458 Mt (millions de tonnes) d'équivalent CO2 en 2022, en progression de 103 % depuis 1990 selon l'Agence internationale de l'énergie. Elles représentent 21,3 % des émissions dues à la combustion en 2022, contre 43,7 % pour le charbon et 32,7 % pour le pétrole. Le secteur pétrolier et gazier engendre 13 à 20 % des émissions mondiales de méthane en 2018, gaz dont le potentiel de réchauffement global est 25 fois plus élevé que celui du CO2.
L'usage de gaz naturel a rapidement augmenté dans l'industrie à partir des années 1970, suivi d'une augmentation dans les usages domestiques puis la production d'électricité, se rapprochant de la part du charbon pendant les années 1990. Mais une augmentation des coûts d'exploitation au début du XXIe siècle, les tassements de consommation des pays développés, les besoins des pays émergents et les progrès réalisés dans le traitement du charbon ont redonné au charbon un certain essor. Après une baisse de 2010 à 2014, la consommation mondiale de gaz naturel a repris sa progression, tirée par la Chine et l’Europe, qui remplacent des centrales électriques au charbon par des centrales au gaz.
Les réserves restent mal connues au début des années 2020, mais ont été accrues par l'exploitation de gaz non conventionnels (gaz de schiste, etc.). En 2022, les réserves mondiales prouvées, en hausse de 9,7 % par rapport à 2010, correspondaient à 52 ans de production. Elles sont géographiquement situées pour 39,4 % au Moyen-Orient et 32,5 % dans les pays de l'ex-URSS. La Russie, l’Iran, le Qatar et les États-Unis détiennent à eux seuls 57,9 % des réserves mondiales.
Les deux principaux producteurs de gaz naturel sont, en 2024, les États-Unis (25,0 % de la production mondiale) et la Russie (15,3 %), suivis par l'Iran, la Chine, le Canada, le Qatar et l'Australie. Les principaux consommateurs sont les États-Unis (21,9 %), la Russie (11,6 %), la Chine (10,6 %) et l'Iran (5,9 %). La consommation mondiale a progressé de 21,5 % entre 2014 et 2024, mais a baissé de 27 % au Japon, 12 % en France, 13 % au Royaume-Uni, et progressé de 130 % en Chine, 41 % en Iran, 43 % en Inde, 25 % aux États-Unis, 16 % au Canada, 13 % en Russie, 5 % en Allemagne.
En 2017, les États-Unis, qui étaient jusque-là importateurs nets, sont devenus exportateurs nets. En 2024, ils sont au 1er rang des exportateurs avec 18,1 % des exportations mondiales, devant la Russie (13,4 %), le Qatar (11,1 %), la Norvège (11,0 %), l'Australie (9,4 %) et le Canada (7,7 %). La part de l'Union européenne dans les importations mondiales atteint 23,6 %, suivie par la Chine (15,5 %), le reste de l'Europe (8,6 %), le Japon (7,8 %) et les États-Unis (7,8 %). Les sanctions prises par les pays occidentaux à la suite de l'invasion de l'Ukraine par la Russie depuis février 2022 ont entrainé des modifications majeures dans les flux internationaux : les importations de l'Europe par gazoducs ont, entre 2022 et 2024, chuté de 52 %, alors que ses importations de gaz naturel liquéfié ont augmenté de 57 % ; les exportations russes par gazoducs ont baissé de 52,6 % et leurs exportations de GNL augmentent de 12 %.

## Propriétés
Le gaz naturel est un combustible fossile gazeux qui se trouve dans la nature, notamment au niveau des champs pétrolifères, des champs gaziers et des couches charbonnières.

### Composition moléculaire
Le gaz naturel est un mélange gazeux, composé principalement de méthane accompagné d'autres alcanes plus lourds, allant en général jusqu'à cinq atomes de carbone. Il contient aussi des molécules non-hydrocarbures, en quantités parfois non négligeables, pouvant donner lieu à une utilisation commerciale. À titre d'exemple, le gaz naturel est la source principale pour la production industrielle d'hélium dans le monde.
L'origine du gaz naturel détermine sa composition exacte. Le tableau ci-dessous donne une indication des plages typiques de la composition moléculaire du gaz naturel.
| Composant                                  | Formule chimique    | Plage    |
| ------------------------------------------ | ------------------- | -------- |
| Méthane                                    | CH4                 | 70..90 % |
| Éthane                                     | C2H6                | 0..20 %  |
| Propane                                    | C3H8                | 0..20 %  |
| Butane                                     | C4H10               | 0..20 %  |
| Pentane et alcanes plus lourds             | C5H12 et supérieurs | 0..10 %  |
| Dioxyde de carbone                         | CO2                 | 0..8 %   |
| Dioxygène                                  | O2                  | 0..0,2 % |
| Diazote                                    | N2                  | 0..5 %   |
| Sulfure d'hydrogène, oxysulfure de carbone | H2S, COS            | 0..5 %   |
| Gaz rares : argon, hélium, néon, xénon     | Ar, He, Ne, Xe      | traces   |

### Propriétés physiques
Les propriétés du gaz naturel non raffiné varient en fonction sa composition chimique.
La température de liquéfaction du gaz naturel est de −161 °C.
Le gaz naturel est incolore, inodore et insipide. Pour des raisons de sécurité, depuis l'accident de 1937 à New London (en) au Texas, qui causa la mort de 295 personnes dans une école, un odorisant chimique à base de tétrahydrothiophène (THT) ou de mercaptan (composé soufré) lui donne une odeur particulière afin de permettre sa détection olfactive lors d'une fuite.

## Types

Schéma des types de source géologique du gaz naturel :
A Gaz naturel associé (à un réservoir de pétrole) ;
B Gaz naturel conventionnel non associé ;
C Gaz de couche (ou gaz de houille) ;
D Gaz de réservoir compact ;
E Gaz de schiste.

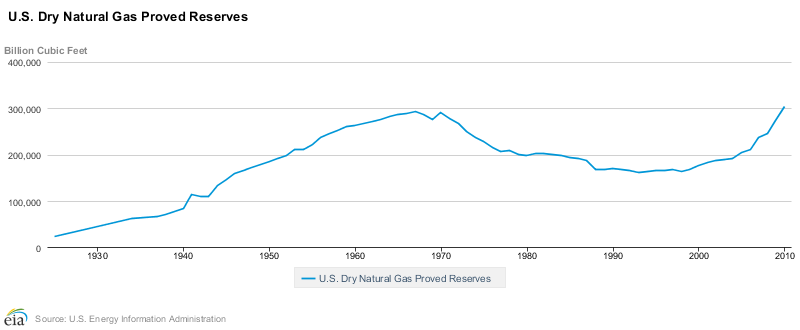
L'estimation des réserves prouvées de gaz naturel (ici aux États-Unis de 1925 à 2010) doit être régulièrement mise à jour en fonction de l'épuisement des gisements et des nouvelles découvertes, ainsi que des nouveaux moyens techniques donnant accès à des ressources autrefois inaccessibles (gaz de couche, gaz de schiste, gaz profonds HT/HP, gisements en mer et peut-être un jour hydrates de méthane).

Le gaz naturel se présente sous plusieurs formes, qui se distinguent par leur origine, leur composition et le type de réservoirs dans lesquelles elles se trouvent. Ce gaz est toujours composé principalement de méthane et issu de la désagrégation d'anciens organismes vivants.
En complément des différents types de gaz naturels cités ci-après figure le biogaz (dit biométhane après épuration), un substitut renouvelable issu de la décomposition de biomasse, donc certains déchets de l'activité anthropique. Idéalement, le biogaz (renouvelable) aurait vocation dans le futur à se substituer au gaz naturel fossile (émetteur net de CO2 donc participant au réchauffement climatique).
L'appellation « gaz naturel » dans le monde énergétique recouvre exclusivement la forme fossile, objet du présent article.

### Gaz conventionnel non associé
Le gaz conventionnel non associé est la forme la plus exploitée de gaz naturel. « Non associé » signifie qu'il n'est pas associé à un gisement de pétrole, bien que son processus de formation soit assez similaire.
On distingue le gaz thermogénique primaire (issu directement de la pyrolyse naturelle du kérogène) et le gaz thermogénique secondaire (formé par la pyrolyse du pétrole). Le gaz thermogénique comprend, outre le méthane, un taux variable d'hydrocarbures plus lourds, pouvant aller jusqu'à l'heptane (C7H16). On peut y trouver aussi du dioxyde de carbone (CO2), du sulfure d'hydrogène (aussi dit « gaz acide » (H2S) et parfois du diazote (N2) ainsi que de petites quantités d'hélium (He), mercure (Hg) et argon (Ar) ou d'autres contaminants tels que le plomb quand le gaz provient d'un gisement profond « haute température/haute pression ».
Le marché international du gaz naturel et ses réseaux de transport par gazoducs et méthaniers étaient[pas clair]principalement alimentés par ce type de gaz conventionnel non associé (voir section « Industrie du gaz »), mais aux États-Unis les gaz de schiste prennent une importance croissante et le biométhane injecté, encore émergent, devrait dans le cadre de la transition énergétique prendre une importance croissante.[pourquoi ?][pas clair]

### Gaz associé
Le gaz associé est présent en solution dans le pétrole, séparé de ce dernier lors de l'extraction. Il a longtemps été considéré comme un déchet et, en tant que tel, été détruit en torchère, ce qui est un gaspillage énergétique et une pollution inutile, qui a au moins l'avantage d'atténuer le réchauffement climatique car le potentiel de réchauffement global du CO2 est 28 fois moindre que celui du méthane. Il est de plus en plus réinjecté dans le gisement géologique (ce qui contribue à y maintenir la pression afin de maximiser l'extraction du pétrole) ou valorisé énergétiquement. En 2016, près de 150 km3 étaient encore brûlés en torchère par an, en légère baisse d'environ 10 % en 20 ans malgré la progression de près de 20 % de l'extraction de gaz naturel.

### Gaz biogénique
Il est issu de la fermentation par des bactéries de sédiments organiques.
À l'instar de la tourbe, c'est un combustible fossile mais dont le cycle est relativement rapide. Les gisements biogéniques (environ 20 % des réserves connues de gaz conventionnel) sont en général petits, dispersés et situés à faible profondeur. Il a moins de valeur (par mètre cube) que le gaz thermogénique, car il contient une part significative de gaz non combustibles (dioxyde de carbone notamment) et ne fournit pas d'hydrocarbures plus lourds que le méthane.

### Gaz de charbon
La houille contient naturellement du méthane et du dioxyde de carbone dans ses pores. Historiquement, ce gaz a surtout été connu pour la menace mortelle qu'il présente sur la sécurité des mineurs - il est alors resté dans la mémoire collective sous le nom de grisou. Cependant, son exploitation est en plein développement, en particulier aux États-Unis. L'exploitation porte sur des strates de charbon riches en gaz et trop profondes pour être exploitées de façon conventionnelle. Il y a eu des essais en Europe également, mais la plupart des charbons européens sont assez pauvres en méthane[réf. nécessaire]. La Chine s'intéresse également de plus en plus à l'exploitation de ce type de gaz naturel[réf. nécessaire].

### Gaz de schiste
Certains schistes contiennent du méthane issu de la dégradation du kérogène présent dans le schiste et piégé dans ses feuillets et micro-fissures. Mais, comme pour le gaz de couche, il existe deux grandes différences par rapport aux réserves de gaz conventionnel. La première est que le schiste est à la fois la roche source du gaz et son réservoir. La seconde est que l'accumulation n'est pas discrète (beaucoup de gaz réuni en une zone restreinte) mais continue (le gaz est présent en faible concentration dans un énorme volume de roche), ce qui exige une technique spécifique.
Depuis 2004, la technique principalement retenue est la fracturation hydraulique associée à un forage horizontal dirigé. Elle permet d'atteindre et de disloquer un plus grand volume de schiste avec un seul forage. Le schiste est pré-fracturé par des trains d'explosions puis une injection sous très haute pression d'un fluide de fracturation constitué d'eau, de sable et d'additifs (toxiques pour certains) étend cette fracturation. Chaque puits peut être fracturé (stimulé) plusieurs dizaines de fois. Chaque fracturation consomme de 7 à 28 millions de litres d'eau dont une partie seulement est récupérée[réf. nécessaire].
Cette pratique, notamment aux États-Unis, est de plus en plus contestée, dénoncée comme affectant le sous-sol, les écosystèmes en surface et la santé. Les fuites de gaz semblent fréquentes et pourraient contaminer des puits. L'utilisation de produits toxiques risque de polluer les nappes phréatiques. L'eau de fracturation remonte avec des contaminants indésirables pour la santé et les écosystèmes (sels, métaux et radionucléides) pour toute personne vivant près d'une source d'extraction. L'exploitation en France demeure fortement décriée. Jean-Louis Borloo, comme ministre de l'Écologie, a autorisé les premiers forages exploratoires dans le sud de la France avant que le gouvernement n'annule ces autorisations.

### Hydrates de méthane
Les hydrates de méthane (aussi appelés clathrates de méthane) sont des structures solides contenant du méthane prisonnier. Ils sont issus de l'accumulation de glace contenant des déchets organiques, la dégradation est biogénique. On trouve ces hydrates dans le pergélisol ou sur le plancher océanique. Les estimations des ressources de méthane contenues dans les hydrates vont de 13 à 24 × 1015 m3, soit 70 à 130 fois les réserves prouvées de gaz naturel conventionnel. Néanmoins, la part des ressources susceptibles d’être exploitées dans des conditions économiquement rentables reste difficile à chiffrer et fait encore l’objet de controverses. Aucune technologie rentable ne permet actuellement d'exploiter ces ressources, mais des essais sont en cours au Japon, malgré l'impact potentiel considérable sur les émissions de gaz à effet de serre de cette éventuelle exploitation.

## Industrie du gaz

### Histoire

#### Utilisation ancienne en Chine
Les Chinois ont commencé à utiliser du gaz naturel comme combustible et source d'éclairage au IVe siècle av. J.-C. Le forage systématique de puits pour l'extraction de la saumure au Ier siècle av. J.-C. (Dynastie Han) a mené à la découverte de beaucoup de « puits à feu » au Sichuan, qui produisaient du gaz naturel. Ainsi qu'il est rapporté, cela a entraîné dès le IIe siècle av. J.-C. une recherche systématique de gaz naturel. La saumure et le gaz naturel étaient conduits ensemble par des tubes de bambous. Depuis les petits puits, le gaz pouvait être acheminé directement aux brûleurs où la saumure était versée dans des cuves d'évaporation en fonte pour bouillir et produire du sel. Mais le gaz dense et âcre puisé à des profondeurs d'environ 600 m devait tout d'abord être mélangé à l'air, de crainte qu'une explosion se produise. Pour remédier à cela, les Chinois conduisaient d'abord le gaz dans un grand réservoir en bois de forme conique, placé 3 m sous le niveau du sol, où un autre conduit amenait l'air. Ce qui transformait le réservoir en grand carburateur. Pour éviter les incendies à cause d'un soudain surplus de gaz, un « tuyau repoussant le ciel » supplémentaire était utilisé comme système d'échappement.

#### Europe
En 1776, le physicien Alessandro Volta découvre le méthane en s'intéressant au « gaz des marais », ancien nom du gaz.
Les premiers gaz combustibles utilisés en Europe, à partir de 1785, date de leur invention, seront des gaz manufacturés, c'est-à-dire des gaz fabriqués dans des usines à gaz et des cokeries, principalement à partir de la houille. Ils sont d'abord utilisés comme gaz d'éclairage, par la suite comme combustible pour les turbines et moteurs, pour le chauffage ainsi que la cuisson. L’appellation gaz de ville apparaît à cette occasion. Les gaz manufacturés seront essentiellement du gaz de houille mais aussi du gaz d'huile et du gaz de pétrole, etc. La plupart des gaz manufacturés contiendront principalement du dihydrogène, du méthane et de monoxyde de carbone.
L'histoire du gaz manufacturé est liée à l'histoire de nos villes et des grands groupes énergétiques modernes, ceux-là mêmes qui plus tard achemineront le gaz naturel.
Le gaz de ville sera mêlé, lorsque la demande se fera plus importante à du gaz de couche et du grisou - qui a un pouvoir calorifique plus important, doit être « dilué » avant d'être injecté dans le réseau - ainsi que du gaz de pétrole liquéfié.
Les premières utilisations modernes du gaz naturel sont apparues aux États-Unis vers 1820 pour l'éclairage public.
Si le pétrole fait l'objet d'une exploitation et d'une utilisation industrielle poussées à partir des années 1850, le gaz naturel devra attendre les années 1950 pour susciter un intérêt mondial. Ses réserves et ressources, voire sa production, sont mal connues en dehors des États-Unis jusqu'à la fin des années 1960. Le gaz naturel est apparu longtemps comme une source d'énergie difficile à mettre en œuvre. Son commerce sous forme liquéfiée (GNL) n'a commencé qu'en 1964 dans des volumes très modestes.
À partir de la fin de Seconde Guerre mondiale mais surtout à partir des années 1960, l'usage du gaz naturel se répand à travers le monde et supplante progressivement les gaz manufacturés. Le gaz naturel a de nombreuses qualités, dont l'absence de toxicité. Le pouvoir calorifique du gaz naturel est double de celui du gaz de houille (9 000 cal/m3 contre 4 250).
Le gaz naturel nécessitera des aménagements particuliers de tout son réseau de distribution, appareils de chauffe et autres, méthode de stockage et de transport : canalisations, gazoducs, méthaniers et ports méthaniers.

##### Belgique
En 1971, l'ensemble du réseau de distribution est converti au gaz naturel. Distrigaz s'alimente aux Pays-Bas (1965), en Norvège (1973), en Algérie (1975), l'Allemagne et Abou Dabi.
En 1980, Distrigaz assure la totalité de l'approvisionnement, du transport et du stockage du gaz en Belgique mais également le Luxembourg (1993) et le Royaume-Uni (1995).
En 2001, Distrigaz est scindée entre Suez (GDF Suez) et Ente nazionale idrocarburi.

##### France
En 1946, l'Assemblée nationale vote la loi de nationalisation des secteurs de l'énergie. Gaz de France (GDF) est créée. La première activité de Gaz de France durant ses premières années consiste à produire et distribuer du gaz de houille. La découverte et la mise en exploitation du gisement de gaz naturel de Lacq à la fin des années 1950 permet à Gaz de France de réorienter son activité vers celui-ci et d'abandonner progressivement le gaz de houille. Les Parisiens reçoivent le méthane juste dix ans plus tard.

##### Pays-Bas
Le gisement Slochteren dans la province néerlandaise de Groningue (29 mai 1959) (Champs de gaz de Slochteren (nl)) est rapidement acheminé aux Pays-Bas et vers la Belgique (1966).

##### Norvège
En 1969, le gisement d'Ekofisk fut découvert dans les eaux norvégiennes, ce qui provoqua un élan d'exploration de la mer du Nord, ses réserves étant en effet estimée à plus de 150 milliards de mètres cubes de gaz, et plus de 500 milliards de pétrole.

#### Afrique
En Algérie, le gisement d'Hassi R'Mel dans le Sahara.

### Caractéristiques générales du gaz naturel commercialisé en Europe
C'est principalement du gaz naturel dit « conventionnel non associé » (voir section précédente) qui alimente le marché européen de production du gaz naturel et ses réseaux de transport par gazoducs et méthaniers puis de distribution.
Le gaz naturel traité, en vue d'être commercialisé, est incolore, inodore, insipide. Il contient entre 81 % et 97 % de méthane, le reste étant majoritairement de l'azote. Il est moins dense que l'air : sa densité est de 0,6 par rapport à l'air et sa masse volumique est d'environ 0,8 kg m−3. Il se présente sous sa forme gazeuse au-dessus de −161 °C environ, à pression atmosphérique, mais il peut être adsorbé dans la « roche-réservoir » (dans le charbon parfois, on parle alors de gaz de couche) sous forme liquide (à haute pression et en profondeur).
Son pouvoir calorifique supérieur (PCS) est d'environ 11,5 kWh m−3 (52 MJ/kg) en France, pour le gaz le plus couramment consommé, dit « H » (pour « haut pouvoir calorifique ») ou 9,7 kWh m−3 pour le gaz « B » (pour « bas pouvoir calorifique »). La pression de livraison (généralement 20 mbar pour le « gaz H » et 25 mbar pour le « gaz B », ou 300 mbar pour les usages de petite industrie ou des chaufferies collectives) ainsi que l'altitude influent sur la valeur du PCS.

### Processus d'exploitation du gaz naturel
L'exploitation du gaz naturel passe par cinq étapes :
1. La production : extraction sur les sites puis acheminement vers la France
2. Le transport : acheminement du gaz naturel depuis les points d'entrée de l'importation vers les différentes régions de France
3. Le stockage : stockage du gaz dans des cavités salines, dans des nappes aquifères ou dans des anciens gisements
4. La distribution : acheminement du gaz vers les fournisseurs
5. La fourniture de gaz : revente du gaz aux consommateurs.

#### Amont: extraction et traitement
Production de gaz naturel en 2019
- États-Unis (23,1 %)
- Russie (17,0 %)
- Asie (16,8 %)
- Moyen-Orient (17,4 %)
- Autres (25,7 %)

Le gaz naturel et le pétrole brut sont souvent associés et extraits simultanément des mêmes gisements, ou encore des mêmes zones de production. Les hydrocarbures liquides proviennent du pétrole brut pour une proportion moyenne de l'ordre de 80 % ; les 20 % restants, parmi les fractions les plus légères, le propane et le butane sont presque toujours liquéfiés pour en faciliter le transport.
L'exploration (recherche de gisements) et l'extraction du gaz naturel utilisent des techniques à peu près identiques à celles de l'industrie du pétrole. Une grande partie des gisements de gaz connus à travers le monde a d'ailleurs été trouvée au cours de campagnes d'exploration dont l'objectif était de trouver du pétrole.
Lors de l'extraction d'un gaz sous pression, son refroidissement et sa détente à la tête de puits provoque la condensation des hydrocarbures (C5 à C8 qu'il peut contenir) et d'eau. Les hydrocarbures liquides légers récupérés, appelés « condensats de gaz naturel » ou « liquide de puits de gaz naturel » correspondent à un pétrole extrêmement léger, de très haute valeur (donnant de l'essence et du naphta). Tout le reste (hydrocarbures C1 à C4, dioxyde de carbone, sulfure d'hydrogène et hélium) est gazeux à température ambiante et acheminé par gazoduc vers une usine de traitement de gaz. Il faut donc deux réseaux de collecte, un pour le gaz et un pour les condensats.
Dans cette usine (qui peut être proche des gisements, ou proche des lieux de consommation), le gaz subit ensuite une déshydratation par point de rosée, puis les différents composants sont séparés. Les hydrocarbures C2 à C4 sont vendus sous le nom de gaz de pétrole liquéfié (GPL et non pas GNL). Le dioxyde de carbone est le plus souvent simplement rejeté dans l'atmosphère, sauf s'il y a un utilisateur proche. Parfois, on le réinjecte dans une formation souterraine (séquestration du CO2) pour réduire les émissions de gaz à effet de serre. Le gaz acide est vendu à l'industrie chimique ou séquestré. L'hélium est séparé et commercialisé, s'il est présent en quantité suffisante - dans certains cas, il représente une addition très importante aux revenus générés par le gisement.
Les condensats et les GPL ont une telle valeur marchande que certains gisements sont exploités uniquement pour eux, le « gaz pauvre » (méthane) étant réinjecté au fur et à mesure, faute de débouchés locaux. Même lorsque l'essentiel du gaz pauvre est vendu, on en réinjecte souvent une partie dans le gisement, pour ralentir la baisse de pression, et récupérer finalement une plus grande partie des condensats et du GPL.
L'autre partie (la plus grande) est transportée par gazoduc ou par méthanier vers les lieux de consommation.

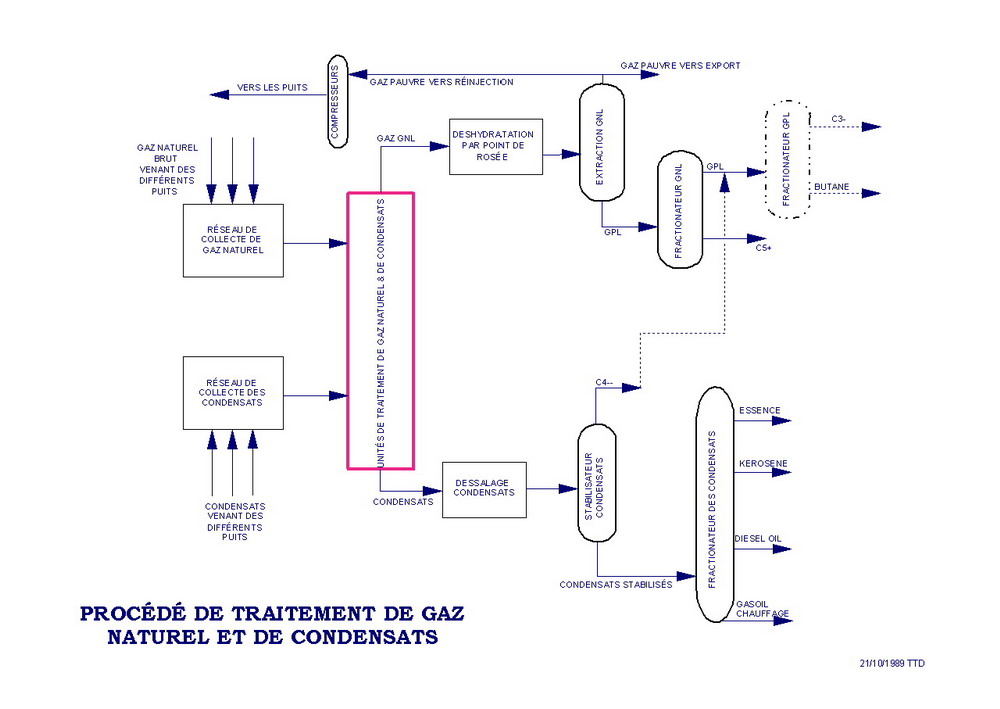

#### Aval: transport gazeux ou liquide

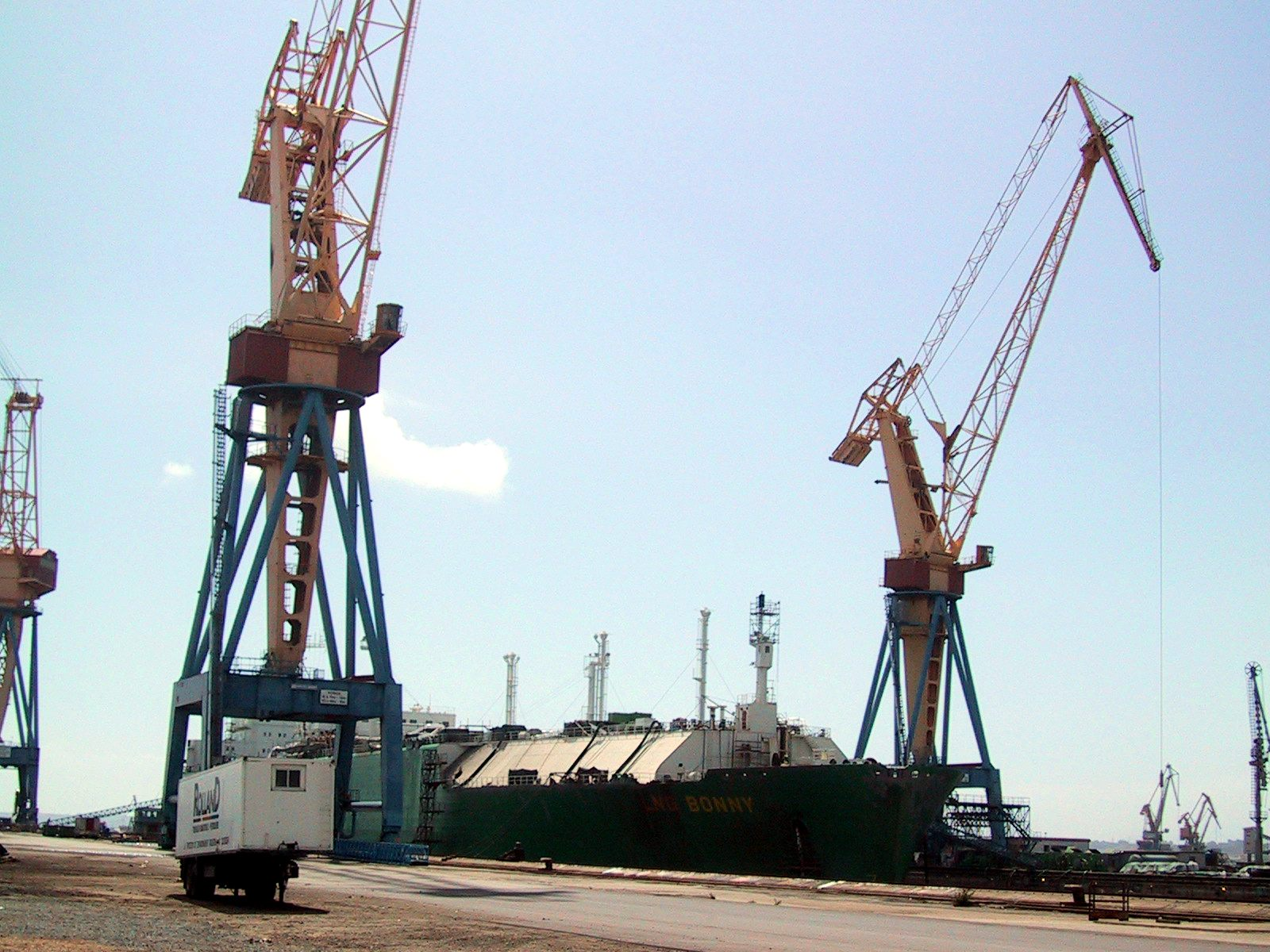
Le méthanier LNG BONNY en maintenance technique à Brest.

Le transport du gaz traité (gaz pauvre, presque exclusivement du méthane) est par nature beaucoup plus difficile que pour le pétrole. Cela explique que, pendant longtemps, les gisements de gaz n'intéressaient les compagnies que s'ils étaient relativement proches des lieux de consommation, tandis que les gisements trouvés dans des endroits isolés n'étaient développés que si leur taille justifiait les infrastructures nécessaires. Sachant que la rentabilité des gisements gaziers s'est considérablement améliorée depuis plusieurs années, plusieurs gisements qui étaient vus comme « sub-commerciaux » sont maintenant profitables.
Pour transporter le gaz naturel des gisements vers les lieux de consommation, les gazoducs sont le moyen le plus courant. Toutefois, une part croissante du gaz consommé est transportée sous forme liquide, à −162 °C et à pression atmosphérique, c'est-à-dire sous forme de gaz naturel liquéfié (GNL), dans des méthaniers. Sous cette forme liquide, le gaz naturel offre un pouvoir calorifique égal à plus de la moitié de celui du fioul domestique, à volume égal.
Cette solution, qui permet de « condenser » l'énergie gazeuse sous un volume réduit, exige des investissements très lourds, tant pour la liquéfaction que pour le transport. À titre indicatif, le coût d'une usine de liquéfaction de taille minimale, de l'ordre de 45 Gthermies par an (3,5 millions de tonnes de gaz naturel liquéfié), est de l'ordre de 400 à 500 millions USD et, si l'on veut doubler cette capacité, il faut ajouter 85 % de plus à ce coût.
Les navires de transport, dotés de réservoirs cryogéniques, coûtent également très cher : en 2006, plus de 200 millions d'euros pour une capacité de 100 000 t, soit le prix d'un pétrolier de quelque 300 000 t.
Au vu de l'augmentation constante des besoins en énergie de toutes sortes et de la flambée du prix du pétrole depuis le début du XXIe siècle, tous ces investissements sont amplement justifiés. La filière du GNL nécessite cependant une taille importante pour être économiquement viable, il faut donc une forte production à exporter pour justifier la construction d'une usine de liquéfaction et, inversement, d'importants besoins d'importation pour construire un terminal de réception. En 2006, il n'existe aucun projet en dessous de deux à trois millions de tonnes par an pour l'exportation, et un seul pour l'importation[réf. nécessaire].
Lors de sa liquéfaction, le gaz naturel est fractionné, si nécessaire, pour le séparer de l'éthane, du propane et du butane. À l'arrivée près des lieux de consommation, le GNL est éventuellement stocké sous forme liquide puis vaporisé dans des terminaux méthaniers. Il est alors émis sur un réseau de transport classique. Ici encore, il faut des investissements importants pour la réception, le stockage et la vaporisation. Ces investissements sont cependant moindres que pour la liquéfaction ou le transport par méthanier.
Pour le traitement, et si l'on veut séparer les gaz de pétrole liquéfié (GPL) avant le transport, à partir des gisements de gaz et de condensats (si ceux-ci sont proches), on installe deux réseaux de collecte, un pour le gaz naturel et un autre pour les condensats. Le gaz et les condensats sont dirigés vers des installations de traitement et de désulfurisation.

## Économie du gaz

### Marché à terme et marché spot
Dans les pays importateurs de gaz, ce combustible est acheté sur :
- le marché à terme : qui peut être soit un marché organisé, soit un marché de gré à gré. Dans le cadre des échanges de gré à gré, les contrats à long terme comportent habituellement des clauses d'indexation du gaz sur divers indices, qui peuvent être les prix des marchés organisés ou le prix du principal substitut au gaz qui était, jusqu'au début des années 2000, le pétrole ;
- le marché spot qui s'est découplé du marché à terme depuis que le pétrole n'est plus le substitut principal du gaz.

Selon l'approvisionnement sur ces deux marchés, le prix peut dépendre du prix spot, du prix forward et de divers indices pétroliers ou gaziers.

### Réserves de gaz naturel
En 2022, selon la BGR (Bundesanstalt für Geowissenschaften und Rohstoffe, en français : Institut fédéral allemand des géosciences et des ressources naturelles), les réserves mondiales prouvées (réserves estimées récupérables avec une certitude raisonnable dans les conditions techniques et économiques existantes) de gaz naturel atteignaient 210 843 Gm3 (milliards de mètres cubes), en hausse de 9,7 % par rapport à 2010. Le Moyen-Orient regroupe 39,4 % des réserves mondiales et les pays de l'ex-URSS 32,5 %.
| Rang 2022 | Pays                | fin 2010 (Tm3) | fin 2022 (Tm3) | % 2022  | variation 2022/2010 | Production 2024 (Gm3) | ratio R/P* |
| --- | ------------------- | -------------- | -------------- | ------- | ------------------- | --------------------- | ---------- |
| 1 | Russie              | 47,58          | 47,76          | 22,7 %  | +0,4 %              | 629,9                 | 76         |
| 2 | Iran                | 30,06          | 33,99          | 16,1 %  | +13 %               | 262,9                 | 129        |
| 3 | Qatar               | 25,32          | 23,83          | 11,3 %  | -6 %                | 179,5                 | 133        |
| 4 | États-Unis          | 7,72           | 16,39          | 7,8 %   | +112 %              | 1 033                 | 16         |
| 5 | Turkménistan        | 8,03           | 13,95          | 6,6 %   | +56 %               | 73,5                  | 190        |
| 6 | Arabie saoudite     | 7,79           | 9,32           | 4,4 %   | +20 %               | 121,5                 | 77         |
| 7 | Émirats arabes unis | 6,03           | 8,20           | 3,9 %   | +36 %               | 61,4                  | 134        |
| 8 | Chine               | 2,81           | 6,34           | 3,0 %   | +126 %              | 248,4                 | 25,5       |
| 9 | Nigeria             | 5,29           | 5,91           | 2,8 %   | +12 %               | 46,8                  | 126        |
| 10 | Venezuela           | 5,20           | 5,54           | 2,6 %   | +6,5 %              | 31,7                  | 175        |
| 11 | Irak                | 3,17           | 3,71           | 1,8 %   | +17 %               | 11,9                  | 312        |
| 12 | Mozambique          | 0,13           | 2,83           | 1,3 %   | x22                 | nd                    | nd         |
| 13 | Canada              | 2,19           | 2,46           | 1,2 %   | +12 %               | 194,2                 | 12,7       |
| 14 | Algérie             | 4,50           | 2,28           | 1,1 %   | -49 %               | 94,7                  | 24         |
| 15 | Malaisie            | 2,40           | 2,15           | 1,0 %   | -10 %               | 80,4                  | 27         |
| 16 | Azerbaïdjan         | 1,88           | 1,92           | 0,9 %   | +2 %                | 37,8                  | 51         |
| 17 | Ouzbékistan         | 1,56           | 1,85           | 0,9 %   | +19 %               | 42,2                  | 44         |
| 18 | Kazakhstan          | 3,25           | 1,83           | 0,9 %   | -44 %               | 29,7                  | 62         |
| 19 | Australie           | 2,92           | 1,81           | 0,9 %   | -38 %               | 150,1                 | 12         |
| 20 | Égypte              | 2,18           | 1,78           | 0,8 %   | -18 %               | 47,5                  | 37         |
| | Total mondial       | 192,1          | 210,8          | 100,0 % | +9,7 %              | 4 124,5               | 51         |
| Tm3 = 1012 mètres cubes ; Gm3 = milliards de mètres cubes *R/P = Réserves /Production 2024 (années restantes au rythme actuel) |                     |                |                |         |                     |                       |            |

Les quatre premiers pays de la liste totalisent 57,9 % des réserves mondiales.
D'importantes réserves de gaz naturel ont été découvertes en Méditerranée orientale ; cette zone appelée le « bassin du Levant » recèlerait, selon les estimations de l'Institut d'études géologiques des États-Unis, 3 400 Gm3 (milliards de mètres cubes) de gaz naturel « en place ». La totalité ne sera pas récupérable, mais de telles réserves pourraient assurer la consommation d'un pays comme la France pendant plus de cinquante ans au moins. Les premières découvertes datent de 2009 dans les eaux israéliennes : Tamar, puis Léviathan en 2010, Aphrodite dans les eaux de Chypre en 2011, et Zohr en 2015 dans les eaux égyptiennes, où ENI, associé au russe Rosneft (30 %) et à BP (10 %), prévoit le début de la production fin 2017 ; le démarrage de Léviathan est prévu fin 2019-début 2020. Total et ENI ont lancé en juillet 2017 l'exploration du champ d'Onisiforos au large de Chypre ; l'Égypte a lancé des projets de grande envergure au large du delta du Nil et le Liban s'apprête à attribuer des permis à l'automne 2017.
Un projet gazier géant est en développement au large du Mozambique, piloté initialement par Anadarko, puis par Total en 2019. Le gaz, pompé au fond de l'Océan indien puis acheminé par gazoduc vers la côte, sera transformé en gaz naturel liquéfié (GNL) puis exporté par navire méthanier. Un autre projet de grande est également lancé par l'américain Exxon. Selon Wood Mackenzie, le Mozambique produira 6 % du GNL mondial lorsque les projets d'Anadarko et d'Exxon atteindront leur régime de croisière en 2027. Les gisements découverts au nord du Mozambique depuis le début des années 2010 totalisent près de 5 000 Gm3. Total construit deux trains de liquéfaction, d'une capacité de 13 Mt/an ; la production devrait débuter en 2024. Mais depuis 2017, un groupe djihadiste sème la terreur dans cette région.

### Statistiques de production
Le graphique qui aurait dû être présenté ici ne peut pas être affiché car il utilise l'ancienne extension Graph, désactivée pour des questions de sécurité. Des indications pour créer un nouveau graphique avec la nouvelle extension Chart sont disponibles ici.

Production de gaz naturel des six principaux producteurs
Source : Energy Institute,
En 2024, selon l'Energy Institute, la production mondiale de gaz naturel a atteint 4 124,5 Gm3 (milliards de mètres cubes), en hausse de 1,5 % par rapport à 2023 et de 19,7 % depuis 2014. La production des États-Unis reste au même niveau qu'en 2023 ; leur part de marché passe à 25,0 %, loin devant la Russie (15,3 %).
Les statistiques de production gazière diffèrent selon les sources, car les modes de calcul peuvent ou non inclure le gaz associé brûlé en torchère, ou donner des volumes de gaz avant ou après séchage et extraction des contaminants , etc. Les données de l'Agence internationale de l'énergie sont un peu plus élevées que celles de l'Energy Institute, avec une production mondiale de 146,64 EJ pour 2022 contre 145,81 EJ selon l'Energy Institute.
La production a progressé de 107,5 % en 33 ans, de 70,66 EJ en 1990 à 146,64 EJ en 2023.
La part du gaz naturel dans l'approvisionnement en énergie primaire était en 2022 de 23,2 % contre 28,2 % pour le charbon et 29,9 % pour le pétrole ; cette part a fortement progressé : elle n'était que de 19,3 % en 1990.
| Année | Production (EJ) | Accroissement | Part prod. énergie primaire |
| ----- | --------------- | ------------- | --------------------------- |
| 1990  | 70 658          |               | 19,3 %                      |
| 2000  | 86 239          |               | 20,8 %                      |
| 2010  | 113 594         |               | 21,4 %                      |
| 2015  | 124 573         |               | 21,9 %                      |
| 2016  | 127 172         | +2,1 %        | 22,4 %                      |
| 2017  | 132 220         | +4,0 %        | 22,8 %                      |
| 2018  | 137 127         | +3,7 %        | 22,9 %                      |
| 2019  | 142 447         | +3,9 %        | 23,3 %                      |
| 2020  | 139 275         | -2,2 %        | 23,7 %                      |
| 2021  | 145 486         | +4,5 %        | 23,9 %                      |
| 2022  | 146 645         | +0,8 %        | 23,2 %                      |
| 2023  | 146 310         | -0,2 %        | 24,9 %                      |
| 2024  | 148 480         | +1,5 %        | 25,1 %                      |

NB : l'Energy Institute attribue au gaz naturel (et autres combustibles fossiles) une part plus importante dans la production d'énergie primaire que l'Agence internationale de l'énergie parce qu'il ne prend pas en compte la biomasse autoconsommée.
| rang | Pays                | Production 2014 | Production 2024 | % du total 2024 | Variation 2024/2014 | Notes    |
| --- | ------------------- | --------------- | --------------- | --------------- | ------------------- | -------- |
| 1 | États-Unis          | 25,37           | 37,19           | 25,0 %          | +46,6 %             | [ n 4 ]  |
| 2 | Russie              | 21,28           | 22,68           | 15,3 %          | +6,6 %              | [ n 5 ]  |
| 3 | Iran                | 6,32            | 9,46            | 6,4 %           | +50 %               | [ n 6 ]  |
| 4 | Chine               | 4,72            | 8,94            | 6,0 %           | +89 %               |          |
| 5 | Canada              | 5,72            | 6,99            | 4,7 %           | +22 %               |          |
| 6 | Qatar               | 6,10            | 6,46            | 4,4 %           | +6 %                |          |
| 7 | Australie           | 2,35            | 5,41            | 3,6 %           | +130 %              |          |
| 8 | Arabie saoudite     | 3,50            | 4,37            | 2,9 %           | +25 %               |          |
| 9 | Norvège             | 3,83            | 4,08            | 2,7 %           | +6,5 %              |          |
| 10 | Algérie             | 2,89            | 3,41            | 2,3 %           | +18 %               | [ n 7 ]  |
| 11 | Malaisie            | 2,60            | 2,89            | 1,9 %           | +11 %               |          |
| 12 | Turkménistan        | 2,29            | 2,64            | 1,8 %           | +15 %               | [ n 8 ]  |
| 13 | Indonésie           | 3,14            | 2,57            | 1,7 %           | -18 %               | [ n 9 ]  |
| 14 | Émirats arabes unis | 1,90            | 2,21            | 1,5 %           | +16 %               |          |
| 15 | Égypte              | 1,69            | 1,71            | 1,2 %           | +1,2 %              | [ n 10 ] |
| 16 | Nigeria             | 1,44            | 1,69            | 1,1 %           | +17 %               |          |
| 17 | Oman                | 1,06            | 1,63            | 1,1 %           | +54 %               |          |
| 18 | Argentine           | 1,24            | 1,59            | 1,1 %           | +28 %               |          |
| 19 | Ouzbékistan         | 2,03            | 1,52            | 1,0 %           | -25 %               |          |
| 20 | Azerbaïdjan         | 0,66            | 1,36            | 0,9 %           | +106 %              |          |
| | Total monde         | 124,03          | 148,48          | 100,0 %         | +19,7 %             |          |
| Source : Energy Institute (hors gaz brûlé en torchère ou réinjecté ; y compris gaz produit pour liquéfaction). |                     |                 |                 |                 |                     |          |

En 2017, la production de gaz russe a bondi de 8 % et les États-Unis, d'importateur net sont devenus exportateur grâce au gaz de schiste.
Pour plus d'informations sur la production par pays, on pourra se reporter à la série régions pétrolifères ou aux articles sur l'énergie dans le pays concerné (ex. : Énergie aux États-Unis, Énergie en Russie, etc.).

### Statistiques de consommation
Consommation de gaz naturel en 2024 (source : Energy Institute)
- États-Unis (21,9 %)
- Russie (11,6 %)
- Chine (10,6 %)
- Iran (5,9 %)
- Canada (3,1 %)
- Autres (46,9 %)

Le graphique qui aurait dû être présenté ici ne peut pas être affiché car il utilise l'ancienne extension Graph, désactivée pour des questions de sécurité. Des indications pour créer un nouveau graphique avec la nouvelle extension Chart sont disponibles ici.

Consommation de gaz naturel des quatre principaux consommateurs
Source : Energy Institute,
Le gaz naturel est devenu une industrie globale après avoir été perçu comme un coproduit (gaz associé) encombrant et dangereux des puits de pétrole (cf Torchage et rejet de gaz naturel).

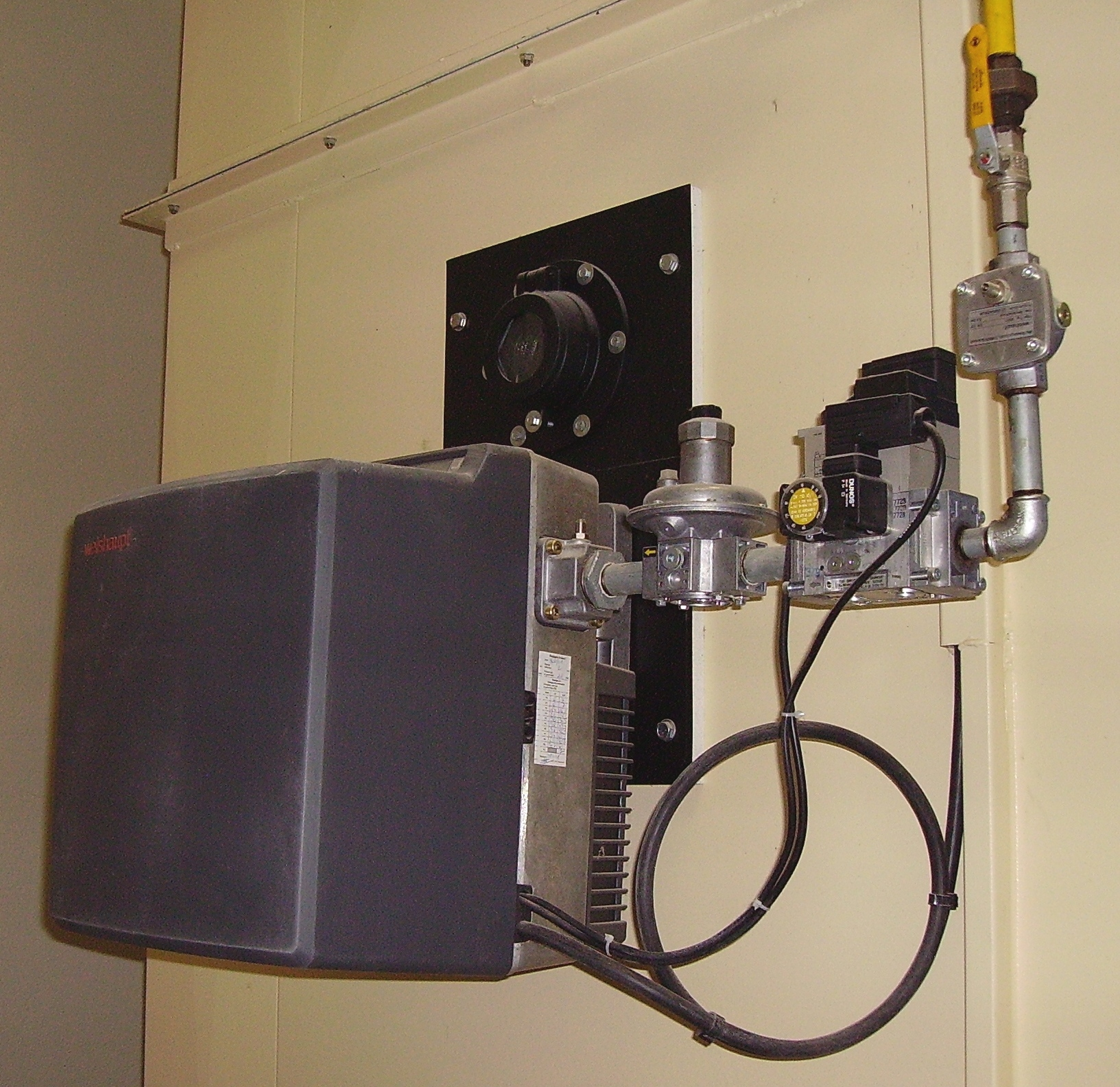
Brûleur de 300 kW compact pour le chauffage d'une étuve industrielle.

En 2024, selon l'Energy Institute, le monde a consommé 4 128 Gm3 (milliards de mètres cubes) de gaz naturel, soit 148,6 EJ, en hausse de 2,8 % par rapport à l'année précédente et de 21,5 % par rapport à 2014.
Le gaz naturel était en 2022 la troisième source d'énergie la plus utilisée dans le monde avec 23,1 % de l'approvisionnement mondial en énergie primaire, après le pétrole (30,2 %) et le charbon (27,6 %) ; sa part a fortement progressé : elle n'était que de 19,1 % en 1990. Le gaz naturel était utilisé principalement en 2022 pour la production d'électricité et de chaleur : 39,1 % (centrales électriques : 27,8 %, centrales de cogénération : 9,5 %, chaufferies des réseaux de chauffage urbain : 1,8 %), les besoins propres de l'industrie énergétique : 8,9 % et sa consommation finale : 48,9 % de l'approvisionnement total. Sa consommation finale se répartissait en 2022 entre le secteur industriel : 39,9 %, le secteur résidentiel : 29,0 %, le secteur tertiaire : 12,1 %, les utilisations non énergétiques (chimie, engrais) : 10,6 %, le secteur des transports : 7,3 % et l'agriculture : 0,8 %.
Le gaz naturel est de plus en plus utilisé par l'industrie pour produire de la chaleur (chauffage, fours…) et de l'électricité, éventuellement en cogénération. En 2022, au niveau mondial, 22,3 % de l'électricité était produite à partir de gaz naturel (charbon : 35,7 %, nucléaire : 9,2 %, hydroélectricité : 15,3 %, éolien : 7,2 %, solaire : 4,5 %), contre 14,6 % en 1990, et 36,0 % de la chaleur produite pour alimenter les réseaux de chaleur était tirée du gaz naturel (charbon : 50,4 %, pétrole : 3,1 %, biomasse : 3,9 %, déchets : 2,9 %). Chez les particuliers, le gaz naturel est utilisé pour le chauffage, l'eau chaude et la cuisson des aliments. Le gaz naturel comprimé en bouteilles est utilisé dans de nombreux pays comme carburant pour des véhicules (GNV).
|    | Pays                | Consommation 2014 | Consommation 2024 | Variation 2024/2014 | % en 2024 |
| -- | ------------------- | ----------------- | ----------------- | ------------------- | --------- |
| 1  | États-Unis          | 26,0              | 32,5              | +25 %               | 21,9 %    |
| 2  | Russie              | 15,2              | 17,2              | +13 %               | 11,6 %    |
| 3  | Chine               | 6,87              | 15,8              | +130 %              | 10,6 %    |
| 4  | Iran                | 6,24              | 8,8               | +41 %               | 5,9 %     |
| 5  | Canada              | 3,95              | 4,6               | +16 %               | 3,1 %     |
| 6  | Arabie saoudite     | 3,5               | 4,4               | +26 %               | 2,9 %     |
| 7  | Mexique             | 2,84              | 3,6               | +27 %               | 2,4 %     |
| 8  | Japon               | 4,49              | 3,3               | -27 %               | 2,2 %     |
| 9  | Allemagne           | 2,66              | 2,8               | +5 %                | 1,9 %     |
| 10 | Émirats arabes unis | 2,3               | 2,6               | +13 %               | 1,7 %     |
| 11 | Inde                | 1,75              | 2,5               | +43 %               | 1,7 %     |
| 12 | Corée du Sud        | 1,8               | 2,3               | +28 %               | 1,5 %     |
| 13 | Royaume-Uni         | 2,52              | 2,2               | -13 %               | 1,5 %     |
| 14 | Égypte              | 1,66              | 2,2               | +33 %               | 1,5 %     |
| 15 | Italie              | 2,12              | 2,1               | -1 %                | 1,4 %     |
| 16 | Ouzbékistan         | 1,75              | 2,0               | +14 %               | 1,3 %     |
| 17 | Turquie             | 1,68              | 1,8               | +7 %                | 1,2 %     |
| 18 | Algérie             | 1,3               | 1,8               | +38 %               | 1,2 %     |
| 19 | Thaïlande           | 1,8               | 1,7               | -6 %                | 1,2 %     |
| 20 | Malaisie            | 1,61              | 1,7               | +6 %                | 1,1 %     |
| 21 | Indonésie           | 1,59              | 1,7               | +7 %                | 1,1 %     |
| 22 | Argentine           | 1,66              | 1,6               | -4 %                | 1,1 %     |
| 23 | Australie           | 1,35              | 1,3               | -4 %                | 0,9 %     |
| 24 | Pakistan            | 1,26              | 1,3               | +3 %                | 0,9 %     |
| 25 | France              | 1,36              | 1,2               | -12 %               | 0,8 %     |
|    | Total Monde         | 122,31            | 148,6             | +21 %               | 100 %     |

### Principaux exportateurs
Les principaux pays exportateurs, selon l'Energy Institute, sont :
| Rang 2024 | Pays          | par gazoduc | par mer (GNL) | total 2024 | % en 2024 | Clients principaux |
| --------- | ------------- | ----------- | ------------- | ---------- | --------- | --- |
| 1         | États-Unis    | 91,0        | 115,2         | 206,2      | 18,1 %    | Mexique (64,1), Canada (27,2), Asie (38,7, dont Japon : 8,6, Corée du sud : 7,8, Inde : 7,3, Chine : 5,8), Europe (60,7, dont France : 9,5, Royaume-Uni : 6,8, Espagne : 5,1, Italie : 5,0, Turquie : 4,9)                                   |
| 2         | Russie        | 108,2       | 44,3          | 152,5      | 13,4 %    | Union européenne (48,1), Turquie, Biélorussie (15,9), Chine (38,1), Japon (7,7) |
| 3         | Qatar         | 18,9        | 106,9         | 125,8      | 11,1 %    | Asie (85,2, dont Chine : 25,2, Inde : 15,3, Corée du sud : 12,2, Pakistan : 9,8, Taïwan : 7,4, Japon : 3,9, Thaïlande : 3,1), Europe (14,6, dont Italie : 6,6, Belgique : 3,1, Royaume-Uni : 0,8, Espagne : 1,0), Émirats arabes unis (17,4) |
| 4         | Norvège       | 118,7       | 6,4           | 125,1      | 11,0 %    | Union européenne (93,0), reste de l'Europe (31,7) |
| 5         | Australie     |             | 106,8         | 106,8      | 9,4 %     | Chine (35,8), Japon (34,2), Corée du sud (15,6), Taïwan (11,0), Malaisie (3,4) |
| 6         | Canada        | 87,6        |               | 87,6       | 7,7 %     | États-Unis (87,6) |
| 7         | Algérie       | 32,8        | 16,0          | 48,8       | 4,3 %     | Union européenne (38,9), Turquie (5,5), Afrique (3,4) |
| 8         | Turkménistan  | 44,9        |               | 44,9       | 3,9 %     | Chine (32,8), Russie (4,7) |
| 9         | Malaisie      |             | 36,0          | 36,0       | 3,2 %     | Japon (13,2), Chine (10,5), Corée du Sud (8,4) |
| 10        | Azerbaïdjan   | 24,4        |               | 24,4       | 2,1 %     | Union européenne (11,9), reste de l'Europe (12,4) |
| 11        | Indonésie     | 3,9         | 16,5          | 20,4       | 1,8 %     | Singapour (4,0), Chine (4,9), Japon (4,3), Corée du Sud (4,2) |
| 12        | Nigeria       |             | 18,4          | 18,4       | 1,6 %     | Europe (5,8), Asie (9,1) |
| 13        | Oman          |             | 16,0          | 16,0       | 1,4 %     | Corée du Sud (6,5), Japon (4,6), Inde (2,0) |
| 14        | Iran          | 15,0        |               | 15,0       | 1,3 %     | Moyen-Orient (7,8), Europe (6,8) |
|           | Total mondial | 593,3       | 544,1         | 1 137,4    | 100 %     | |

NB : il s'agit d'exportations brutes, c'est-à-dire que le volume des importations n'en est pas déduit. Par exemple, le Canada a exporté 87,6 Gm3 aux États-Unis, mais a aussi importé 27,2 Gm3 de ce même pays. De même entre le Royaume-Uni et les Pays-Bas.
Les échanges inter-régionaux par gazoducs sont passés de 437,9 Gm3 en 2014 à 419,5 Gm3 en 2024, en recul de 4,2 %. Ils ont atteint un pic de 512,4 Gm3 en 2018 et de fortes chutes en 2020 (-10,0 %), en 2022 (-16,1 %) et en 2023 (-9,3 %). Les échanges par mer (GNL) sont passés de 282,9 Gm3 en 2014 à 465,3 Gm3 en 2024, en progression de 64 % ; leur part s'est ainsi accrue en dix ans de 39 % à 53 %.
Les exportations russes ont baissé de 30 % en 2022 et de 22 % en 2023 ; cette baisse concerne seulement les exportations par gazoducs : -56 % en deux ans, qui regagnent cependant 22 % en 2024 ; les exportations russes de GNL augmentent de 12 % en trois ans. Les exportations des États-Unis augmentent de 15 % entre 2021 et 2024.
En janvier 2022, 101 cargos ont quitté les ports américains pour aller livrer 7,3 Mt de GNL dans le monde, soit quatre de plus qu'au départ du Qatar, ce qui porte les États-Unis au rang de premier exportateur mondial pour le deuxième mois consécutif, selon l'agence Bloomberg. Plus d'un tiers des cargos ont livré leur GNL en Europe. Les États-Unis ont été la principale source de croissance de l'offre de GNL en 2021, ajoutant 25 millions de tonnes métriques ; ils étaient le troisième exportateur de GNL derrière l'Australie et le Qatar pour l'ensemble de l'année 2021 et sont sur le point de prendre la première place en 2022.
Le 2 novembre 2023, le département d'État américain annonce de nouvelles sanctions, en particulier contre le projet de gaz naturel liquéfié (GNL) Arctic LNG 2, dont les exportations sont sur le point de commencer. Les terminaux de GNL existants ne sont pas concernés, alors que les importations de GNL russe en Europe ont augmenté de près de 40 % sur les sept premiers mois de 2023 par rapport à la même période en 2021 ; l'Union européenne aurait acheté 52 % de la production russe de GNL, contre 49 % en 2022 et 39 % en 2021. Le gaz russe représente encore près de 15 % de la consommation européenne, dont la moitié est constituée de GNL. Les principaux pays importateurs de GNL russe sont la Chine, le Japon, l'Espagne, la Belgique et la France.

### Principaux importateurs
Les principaux pays ou régions importateurs, selon l'Energy Institute, sont :
| Pays | par gazoduc | par mer (GNL) | total 2024 | % en 2024 | Fournisseurs principaux |
| --- | ----------- | ------------- | ---------- | --------- | --- |
| Union européenne | 157,2       | 111,7*        | 268,9      | 23,6 %    | Norvège (93,0), États-Unis (49,0), Russie (48,2), Algérie (38,9), Qatar (13,8), Azerbaïdjan (11,9), Nigeria (5,5)                                                        |
| reste de l'Europe | 74,8        | 21,8*         | 106,0      | 8,6 %     | Norvège (31,4), Russie (24,7), Azerbaïdjan (12,4), États-Unis (11,7), Iran (6,8), Algérie (6,0)                                                                          |
| Chine | 71,3        | 105,2         | 176,5      | 15,5 %    | Russie (38,1), Australie (35,8), Turkménistan (32,8), Qatar (25,2), Malaisie (10,5), États-Unis (5,8), Indonésie (4,9), Myanmar (4,7), Kazakhstan (4,5), Papouasie (3,3) |
| Japon |             | 89,0          | 89,0       | 7,8 %     | Australie (34,2), Malaisie (13,2), États-Unis (8,6), Russie (7,7), Papouasie (5,0), Oman (4,6), Indonésie (4,3), Qatar (3,9), Brunei (3,7)                               |
| États-Unis | 87,7        | 0,5           | 88,2       | 7,8 %     | Canada (87,6) |
| Mexique | 63,9        | 1,0           | 64,9       | 5,7 %     | États-Unis (64,1) |
| Corée du Sud |             | 63,6          | 63,6       | 5,6 %     | Australie (15,6), Qatar (12,2), Malaisie (8,4), États-Unis (7,8), Oman (6,5), Indonésie (4,2), Russie (2,9)                                                              |
| Inde |             | 37,9          | 37,9       | 3,3 %     | Qatar (15,3), États-Unis (7,3), Émirats arabes unis (4,6) |
| Taïwan |             | 29,1          | 29,1       | 2,6 %     | Australie (11,0), Qatar (7,4), États-Unis (2,9) |
| Total mondial | 593,3       | 544,1         | 1 137,4    | 100 %     | |
| * les importations de GNL de l'Union européenne se répartissent en 25,7 Gm3 pour la France, 18,4 Gm3 pour l'Espagne, 14,6 Gm3 pour l'Italie, 7,7 Gm3 pour la Belgique et 45,3 Gm3 pour les autres pays membres ; les pays européens hors EU importateurs de GNL sont le Royaume-Uni (9,7 Gm3) et la Turquie (12,0 Gm3). |             |               |            |           | |

NB : ces importations sont brutes, elles coexistent parfois avec des exportations (États-Unis vers Canada, Pays-Bas vers pays voisins, Royaume-Uni, etc.).
Les importations européennes baissent de 6,3 % en 2022, de 15,6 % en 2023 et de 10,6 % en 2024. Ces baisses ne concernent que les importations par gazoducs : -34,8 % en 2022 et -28,7 % en 2023 ; par contre, les importations de GNL augmentent de 56 % en 2022, puis baissent de 24 % entre 2022 et 2024. Les importations de la Chine augmentent de 8 % entre 2021 et 2024.
| Pays           | Importations 2022 | Exportations 2022 | Importations nettes 2022 |
| -------------- | ----------------- | ----------------- | ------------------------ |
| Chine          | 5,68              | 0,22              | 5,46                     |
| Japon          | 3,55              | -                 | 3,55                     |
| Allemagne      | 3,29              | -                 | 3,29                     |
| Italie         | 2,77              | 0,18              | 2,59                     |
| Corée du Sud   | 2,54              | -                 | 2,54                     |
| Turquie        | 2,09              | 0,22              | 1,87                     |
| Mexique        | 1,70              | -                 | 1,70                     |
| France         | 2,30              | 0,62              | 1,68                     |
| Espagne        | 1,61              | 0,25              | 1,36                     |
| Royaume-Uni    | 2,23              | 0,94              | 1,29                     |
| Taïwan         | 1,24              | -                 | 1,24                     |
| Inde           | 1,09              | -                 | 1,09                     |
| Pays-Bas       | 1,30              | 0,60              | 0,70                     |
| Thaïlande      | 0,61              | -                 | 0,61                     |
| Belgique       | 0,94              | 0,33              | 0,61                     |
| Pologne        | 0,59              | 0,02              | 0,57                     |
| Exportateurs : |                   |                   |                          |
| Russie         | 0,30              | 6,42              | -6,12                    |
| Qatar          | -                 | 5,22              | -5,22                    |
| Norvège        | 0,03              | 4,89              | -4,86                    |
| Australie      | 0,15              | 4,64              | -4,49                    |
| États-Unis     | 3,27              | 7,47              | -4,20                    |
| Canada         | 1,00              | 3,36              | -2,36                    |
| Algérie        | -                 | 1,94              | -1,94                    |
| Turkménistan   | -                 | 1,85              | -1,85                    |
| Azerbaïdjan    | 0,06              | 0,88              | -0,82                    |
| Malaisie       | 0,56              | 1,38              | -0,82                    |
| Indonésie      | -                 | 0,77              | -0,77                    |
| Nigeria        | -                 | 0,74              | -0,74                    |
| Iran           | 0,02              | 0,73              | -0,71                    |
| Monde          | 47,83             | 49,02             | -1,19                    |

### Économie du gaz en Chine
La Chine a lancé une réforme pour que le prix du gaz soit calculé sur indexés sur les prix des énergies concurrentes formés par les forces du marché, plutôt que sur les coûts de production, comme c'était le cas auparavant.

### Économie du gaz dans l'Union européenne

#### Présentation
En 2013, l'Union européenne (UE) consomme 387 Mtep de gaz naturel (23,2 % de son énergie primaire). Après une baisse de 5 % en 2013, le volume total de gaz échangé dans les hubs européens a augmenté de 25 % en 2014, atteignant plus de 40 000 TWh, un nouveau record.En 2017, L'Union européenne dépend à 65 % d'un gaz importé, notamment de Russie. Jusqu'à 90 % du gaz consommé dans l'UE a traversé au moins une frontière, ce qui la rend vulnérable à une crise gazière.En 2023, les principaux pays exportateurs de gaz naturel à destination de l’UE sont la Norvège (30,30 %) et les États-Unis (19,40 %). La part de gaz en provenance de la Russie a fortement diminué depuis l’invasion de l’Ukraine en 2022, passant de 40 % à 8 %,.
En 2022, l’UE consomme 350 milliards de mètres cubes de gaz naturel.

#### Historique
Le gaz du gisement de Groningue (« gaz L ») fut utilisé massivement après sa découverte en 1959. Puis la découverte et l'exploitation des gisements anglais et norvégiens et l'arrivée de fournisseurs hors de l'espace économique européen (Russie principalement), l'utilisation de gaz naturel liquéfié (GNL) et les restrictions des années 1970 d'exportation du gaz L aux Pays-Bas ont diminué l'importance du gaz L en Europe.
Sous l'égide de la Commission européenne (CE), un Forum européen de régulation du gaz (dit « Forum de Madrid ») se réunit deux fois l'an depuis 1999. Des représentants des autorités nationales de régulation, des gouvernements, de la Commission européenne, les gestionnaires de réseau de transport du gaz, des vendeurs et négociants de gaz, des consommateurs et des utilisateurs du réseau gazier et des marchés d'échange de gaz y discutent de la mise en place d'un marché intérieur du gaz. En 2013, ils négocient la tarification des échanges transfrontaliers, la gestion des « faibles capacités d'interconnexion » et d'autres verrous techniques ou commerciaux faisant obstacle au marché intérieur gazier. En 2013, un règlement impose comme priorité le développement de l'interconnexion transfrontalière des réseaux énergétiques (gaz, pétrole, électricité).
Le lobby industriel gazier est notamment représenté au Forum de Madrid par l'association Eurogas. Elle défend les intérêts des principaux industriels et associations de l'industrie gazière européenne. Présidée par Jean-François Cirelli, vice-président de GDF Suez, elle est aussi présent dans le Gas Coordination Group, le Citizens Energy Forum et d'autres groupes d'intérêts.
En 2013, Eurogas estimait que la part du gaz russe dans les 28 pays de l'UE a atteint 27 % (contre 23 % en 2012) ; alors que la consommation gazière de l'UE diminuait pour la troisième année consécutive, baissant de 1,4 % à 462 milliards de mètres cubes, après des baisses de 10 % et 2 % en 2011 et 2012 ; la production européenne de gaz a décliné (de 1 % passant à 156 milliards de mètres cubes) mais reste la première source (33 % de la consommation, comme en 2012) de l'UE ; la Norvège a elle aussi légèrement augmenté sa part (23 % contre 22 % en 2012), tandis que le troisième fournisseur, l'Algérie, a vu sa part baisser de 9 à 8 % ; le Qatar, qui envoie du gaz sous sa forme liquéfiée (gaz de pétrole liquéfié), n'a représenté que 4 % en 2013 (contre 6 % en 2012), alors que le GNL trouve des débouchés plus rémunérateurs en Asie ; la part de la Russie remonte à environ 40 % des importations de l'UE, alors que la tendance était plutôt à un déclin au cours de la décennie précédent ; le déclin de la demande gazière dans le mix électrique est partiellement attribué à la concurrence des énergies renouvelables subventionnées, mais aussi aux bas prix du charbon ; en 2012, le gaz a représenté 23,1 % de la consommation d'énergie primaire dans l'UE.
La consommation européenne gazière a chuté de 11 % en 2014 ; ni la crise de 2009, ni l'année noire 2011 n’avaient provoqué une telle débâcle : la consommation avait alors respectivement reculé de 7,2 % et de 9,5 %, sans toutefois se redresser ensuite : la baisse a été de 3,7 % en 2012 et de 1,3 % en 2013. La douceur du climat explique une partie de cette baisse, car elle pèse sur les besoins en chauffage des Européens : au premier semestre, le recul s’est élevé à 18 % ; cet effet climat est venu s’ajouter à la baisse de la consommation des industriels liée au ralentissement économique et à la moindre utilisation du gaz pour la production d’électricité, où il est concurrencé par les énergies renouvelables et un charbon meilleur marché. Selon GDF Suez, les énergéticiens européens ont fermé 70 gigawatts de capacités de centrales à gaz ces dernières années.
Gazprom, principal fournisseur de gaz de l'UE, a annoncé en janvier 2015 à ses clients qu'ils devront aller chercher leur gaz à leurs frais en Turquie, appelée à remplacer l'Ukraine comme zone de transit après l'abandon par la Russie du projet de gazoduc South Stream. Or GDF Suez, ENI, E.ON et autres gaziers européens disposent de contrats de long terme prévoyant que Gazprom leur livre du gaz en des points précis, et non à la frontière gréco-turque. Gazprom devrait alors payer des pénalités énormes. Les pays européens sont diversement concernés par ce bras de fer : le Royaume-Uni, la Belgique et les Pays-Bas n'achètent pas de gaz russe, la Pologne et l'Allemagne sont approvisionnés via le Belarus ; mais l'Autriche, la Slovaquie, la République tchèque, tous les pays du sud et du sud-est de l'Europe, ainsi que des clients italiens ou français, sont concernés.
Le principe de solidarité entre États-membres en cas de crise du gaz a été validé par les eurodéputés (en septembre 2017). Une nouvelle législation vise « une plus grande transparence » et une moindre dépendance énergétique de l'UE ; les États devront en cas de crise (mais en « dernier recours ») partager leurs réseaux gaziers dans le cadre d’une « coopération régionale » prévoyant par « blocs régionaux » des « corridors d'approvisionnement d'urgence » et des « clients protégés par solidarité » (clients ciblés, ménages ou services publics tels que des hôpitaux). Des compensations sont prévues pour ceux qui auront à aider leurs voisins. Chaque État-membre doit rédiger (avec l'aide de la Commission) un Plan de prévention et d'urgence en cas de pénurie. Les compagnies gazières devront notifier ceux de leurs contrats à long-terme dits « pertinents pour la sécurité de l'approvisionnement » (c'est-à-dire représentant 28 % de la consommation annuelle de gaz d'un État-membre).
La réglementation environnementale 2020 (RE 2020) entrainera la disparition progressive des logements neufs chauffés au gaz naturel en France, un mouvement déjà engagé en Suède, aux Pays-Bas et au Royaume-Uni qui ont adopté des réglementations similaires.
Le programme de transition énergétique accélérée de l'UE Fit for 55 risque d'accroître la dépendance de l'UE aux importations : le scénario de l'association Agora Energiewende sur la stratégie allemande de neutralité carbone en 2050 prévoit que, dans la phase intermédiaire de la transition, la production d'électricité à partir de gaz naturel augmentera de 70 % (de 79 TWh en 2018 à 134 TWh en 2030), puis en 2050 une demande annuelle d'hydrogène et autres carburants synthétiques de 432 TWh, dont 348 TWh (80,5 %) devront être importés.
L'invasion de l'Ukraine par la Russie, qui commence le 24 février 2022, suscite de nouvelles sanctions économiques de l'Europe contre la Russie. Le projet de gazoduc Nord Stream 2 est suspendu. La question de la dépendance de l'Europe au gaz russe est soulevée à la fois par la volonté de l'Europe de s'en départir et par la menace de la Russie de couper le flux vers l'Europe en représailles. Le prix du gaz en Europe atteint des niveaux record. Des réflexions s'engagent sur la capacité de l'Europe à compenser ce manque par des livraisons de GNL, un recours accru au charbon et au nucléaire pour la production d'électricité et des réductions d'activité dans les industries consommatrices de gaz, mais ces solutions d'urgence coûteraient très cher et pourraient causer une récession, alors que les économies sortent juste de celle liée à la pandémie de Covid-19,,.
Dans un rapport publié début novembre 2022, l'Agence internationale de l'énergie appelle l'Europe à prendre des mesures immédiates pour éviter toute pénurie de gaz durant l'hiver 2023-2024. En 2022, l'Europe a profité de plusieurs facteurs favorables : la demande s'est effondrée en Chine, minée par le ralentissement économique et les nouveaux confinements décrétés, et le gaz russe a continué à arriver par gazoduc. Ce ne devrait plus être le cas en 2023, où la Chine pourrait capter 85 % de la croissance mondiale du marché du GNL en 2023. L'AIE estime la réduction de consommation nécessaire à 13 %.
Le rapport de l'Union européenne sur l'état de l'union de l'énergie, publié le 11 septembre 2024, constate que l'UE est parvenue à faire baisser sa demande de gaz de 18 % depuis l'invasion de l'Ukraine, dépassant l'objectif de 15 % fixé en 2022. La part des importations de gaz russe dans les importations totales de l'UE est tombée de 45 % en 2021 à 18 % en juin 2024.
En 2024, la part du gaz russe dans les importations européennes de gaz est remontée à 18 % contre 14 % en 2023, en grande partie grâce à son prix attractif. Les importations par gazoduc (Slovaquie, Hongrie et Autriche) ont augmenté de 19 % sur les trois premiers trimestres selon le Bruegel Institute, et celles de GNL sont passées à plus de 17 Mt en 2024 contre 15,2 Mt en 2023 selon Kpler.

#### Économie du gaz en Belgique
Deux types de gaz sont fournis sur le marché belge : le gaz riche ou gaz H (gaz issus du Royaume-Uni, de Norvège et de Russie ainsi que le GNL), et le gaz L (gaz de Slochteren). Le gaz H a un PCS de 11,630 kWh/Nm3, le gaz L a un PCS de 9,769 kWh/Nm3. Cette différence de pouvoir calorifique nécessite un acheminement du gaz H et du gaz L par des réseaux de canalisation différents et divise les utilisateurs belges en consommateur de gaz L et consommateur de gaz H. L'organisation du marché du gaz est dévolue au CREG, Commission de régulation de l'électricité et du gaz. D'ici 2030, la Belgique ne se fournira plus qu'en gaz riche car les Pays-Bas prévoient de diminuer, puis d'arrêter leur production de gaz pauvre. Une phase transitoire est en cours pour changer l’approvisionnement.

##### Infrastructures gazières
- Zandvliet et Poppel, deux points où arrivent le gaz en provenance des Pays-Bas (Gaz L). Capacité utilisable : 3 285 kNm3/h, dont une partie est acheminée vers la France (1 750 kNm3/h)[57].
- Terminal GNL à Zeebruges (Zeebrugge Hub (en)) : reçoit les gaz provenant du Royaume-Uni (National Balancing Point via Interconnector (en)), de Norvège (zeepipe (en)), d'Algérie et du Qatar (GNL acheminé par méthanier)[57].
- Berneau, point où arrive le gaz en provenance d'Allemagne, de Norvège et de Russie (Gaz H)[57].

Stockage à Bruges, Anvers (Wuustwezel) et Anderlues.
Stations de compression à Poppel, Winksele, Berneau et Sinsin.

##### Réseau de transport
Le gestionnaire de réseau de transport est Fluxys (GDF Suez).

##### Réseau de distribution
Le gestionnaire de réseau de distribution est Distrigaz (Ente nazionale idrocarburi).

#### Infrastructures gazières
Les infrastructures comprennent :
- les réseaux de transport ;
- les réseaux de distribution ;
- les sites de stockage ;
- les terminaux méthaniers.

Les terminaux méthaniers sont au nombre de quatre : Fos-Tonkin, Fos-Cavaou, Montoir-de-Bretagne (près de Saint-Nazaire) et Loon-Plage (près de Dunkerque). Deux autres projets sont en cours de développement au port du Havre-Antifer et à Fos-sur-Mer (projet Fos-Faster)[réf. nécessaire].
Les gazoducs internationaux et les terminaux méthaniers sont reliés, au niveau des frontières et des ports (la France importe 98 % du gaz naturel qu'elle consomme) au réseau de transport principal, qui se subdivise en un réseau de transport régional.
Alors que le réseau de transport d'électricité est géré en France par un seul opérateur, RTE, les échanges de gaz sont organisés autour de trois zones d'équilibrage du réseau de transport. Les expéditeurs peuvent faire circuler leur gaz librement à l'intérieur d'une zone d'équilibre, en payant uniquement à l’entrée et à la sortie :
- la zone nord, au nord d'une ligne allant de la Vendée au Doubs, est gérée par GRTgaz ;
- la zone sud, qui comprend le centre-ouest, le Massif central et un grand quart sud-est, relève également de GRTgaz ;
- la zone sud-ouest est opérée par Teréga (ex-TIGF).

Le réseau de distribution achemine le gaz depuis les grandes infrastructures du réseau de transport jusqu'aux consommateurs. Vingt-cinq entreprises de distribution de gaz assurent ce service. GrDF assure la distribution de 96 % du marché français. S'y ajoutent vingt-deux entreprises locales de distribution et trois « nouveaux entrants »[réf. nécessaire].
Storengy, filiale d'Engie, ainsi que Teréga (ex-TIGF), filiale de Snam, GIC, EDF et Predica,, possèdent des installations de stockage de gaz réparties dans les différentes zones d'équilibre.

##### Marchés de gros
Les opérateurs achètent du gaz sur les marchés de gros :
- soit au gré à gré, via des contrats de long terme qui permettent de garantir les approvisionnements. Le producteur s'engage à livrer des quantités de gaz que le client s'engage à acheter ;
- soit via un marché intermédié. Des plateformes de négociations, telles que Powernext, permettent d'échanger des contrats spot de court terme ou des contrats de plus long terme.

Le prix de gros du gaz est fixé sur les cours des produits pétroliers, avec en général trois à six mois de décalage.

##### Marché de détail et prix du gaz
Les clients en France peuvent choisir entre un tarif réglementé ou un prix de marché.
Au 30 septembre 2014, le nombre de consommateurs restés au tarif réglementé était de 7,39 millions contre 9,5 millions en 2010 ; sur les 3,2 millions de particuliers ayant abandonné le tarif réglementé, près de 90 % ont opté pour des offres à prix fixes, en particulier celles d'EDF (1 million de clients gaz), de GDF Suez lui-même (1,5 million) et de Lampiris (109 000 clients) qui a remporté en janvier 2015 l’appel d’offres d’UFC Que choisir pour un achat groupé qui permettra aux souscripteurs de bénéficier pendant un an d’un tarif fixe égal au tarif réglementé de vente de janvier 2015 décoté de 13 % ; ENI et Direct Energie proposent aussi des tarifs indexés sur le tarif réglementé, avec un rabais entre – 10 et – 1 %, mais la formule à prix fixes a été choisie par 80 % des 400 000 clients d'ENI et 10 % des 300 000 clients de Direct Energie.
Sur les quelque 10,6 millions d’abonnés particuliers au gaz à fin septembre 2014, le fournisseur historique GDF Suez, seul habilité à proposer le tarif réglementé, en capte encore 8,9 millions (soit 84 %), qu’ils soient au tarif réglementé ou en offre de marché. EDF s’arroge la première place des fournisseurs « alternatifs », avec 9,5 % des parts de marché du nombre total de sites, et 60 % des parts de marché des fournisseurs alternatifs. En volume, la part de marché d’EDF est de 8 % (10 TWh sur 125 TWh).
Les tarifs réglementés de vente de gaz doivent en principe couvrir les coûts de fourniture des opérateurs (loi du 3 janvier 2003). Ces tarifs sont fixés par les ministres chargés de l’économie et de l’énergie, sur avis de la CRE.
Le tarif réglementé comme le prix de marché pour le particulier s'analyse comme la somme :
- du tarif d'utilisation des réseaux, fixé par le gouvernement sur proposition de la Commission de régulation de l'énergie (CRE) ;
- du coût d'utilisation des stockages, fixé par l'opérateur ;
- et du tarif de fourniture.

L'Autorité de la concurrence a rendu en 2013 un avis préconisant la suppression progressive des tarifs réglementés du gaz, en commençant par les consommateurs industriels ; elle considère que ces tarifs constituent le principal facteur de dysfonctionnement du marché de la fourniture de gaz, qu’ils dissuadent les fournisseurs alternatifs de pénétrer le marché pour faire concurrence à GDF et EDF, alors même que ces nouveaux entrants pourraient stimuler la concurrence en promouvant des offres de marché moins chères que les tarifs réglementés,.
La formule de calcul des tarifs réglementés a été modifiée par la CRE durant l'été 2014 : la part d'indexation sur les prix du marché de gros a été portée de 45,8 % à 60 %.
Au 1er janvier 2015, les tarifs réglementés ont été supprimés pour les professionnels abonnés au gaz dont la consommation annuelle est supérieure à 200 MWh ; ils devaient avoir d'ici là souscrit à une offre de marché ; 40 000 sites sont concernés : acteurs publics (hôpitaux, écoles, maisons de retraite, etc) mais aussi des milliers de petites entreprises, ou des grosses copropriétés. Depuis la promulgation de la loi sur la consommation du 18 mars 2014, qui a fixé cette échéance cruciale pour l’ouverture des marchés de l’énergie, 20 000 sites ont déjà basculé sur les offres de marché. Au 1er janvier 2016, les tarifs réglementés seront supprimés pour les 105 000 professionnels dont la consommation dépasse 30 MWh par an. Au 23 décembre 2014, 26 000 sites n'avaient pas souscrit à une offre de marché ; ils ont basculé automatiquement vers une offre de marché transitoire de six mois par l'opérateur historique, dont les prix seraient en moyenne supérieurs de 3 % aux ex-tarifs réglementés. Les fournisseurs alternatifs de gaz ont été débordés par les demandes, en particulier les appels d'offres des consommateurs publics ; par ailleurs, la plupart des offres sont à prix fixes, ce qui est illégal pour les entités publiques.
Les tarifs réglementés du gaz baissent de 3,5 % au 1er mars 2015 ; ils sont en effet indexés à 40 % sur les cours du pétrole, qui ont chuté de 60 % entre juin et décembre 2014 ; la formule de calcul des tarifs du gaz répercute l'évolution des cours du brut avec six à huit mois de retard ; de ce fait, les tarifs du gaz devraient reculer de 8 à 9 % entre janvier 2015 et juillet 2015. En 2014, le tarif réglementé avait perdu environ 7 % jusqu'en septembre, puis avait rebondi à compter du 1er octobre pour terminer à -2,1 % sur l'année ; ce rebond était lié à l'évolution des prix du marché de gros du gaz, qui pèse pour 60 % dans la formule de calcul des tarifs ; or les prix du marché augmentent en hiver du fait de la demande pour le chauffage. La baisse des tarifs depuis le début 2014 a permis au gouvernement d'introduire la taxe carbone en avril 2014 et de l'augmenter au 1er janvier 2015 (+1,8 % sur le prix total).
La Commission de régulation de l'énergie a proposé en mai 2015 de porter la part du prix du marché dans la formule d'indexation des tarifs réglementés à un niveau compris entre 70 % et 80 %, contre 59,8 % actuellement, modification qui reflète l'évolution des conditions d'approvisionnement d'Engie. Par ailleurs, l’évolution du coût des infrastructures à prendre en compte au 1er juillet devrait entraîner une hausse en moyenne de 2,3 % des tarifs réglementés.

##### Programmation pluriannuelle de l'énergie
La programmation pluriannuelle de l'énergie (PPE), dans sa version quasi-définitive publiée le 20 janvier 2020, prévoit un recul des volumes de gaz consommés de 22 % d'ici à 2028, car « le gaz naturel est une énergie fossile qui, à ce titre, devra être supprimée du mix énergétique de 2050 ». Le gouvernement compte pour cela sur les actions d'efficacité énergétique, en particulier dans le bâtiment. Pour le développement de la méthanisation en France, l'objectif de montée en puissance du gaz renouvelable est de passer de 1,2 TWh de biogaz injectés dans le réseau en 2018 à 6 TWh en 2023. Il représenterait 6 à 8 % de la consommation de gaz dans dix ans et la prévision de tarif d'achat auprès des producteurs est relevée à 75 €/MWh en moyenne en 2023 au lieu de 67 €/MWh prévus auparavant.

## Utilisation

### Matière première de l'industrie chimique et pétrochimique
Le gaz naturel est aujourd'hui la matière première d'une bonne partie de l'industrie chimique et pétrochimique : à la quasi-totalité de la production d'hydrogène, de méthanol et d'ammoniac, trois produits de base, qui à leur tour servent dans diverses industries :
- engrais ;
- résines ;
- plastiques ;
- solvants ;
- raffinage du pétrole.

Ci-après est présentée la chimie du méthane dans l'industrie pétrochimique :

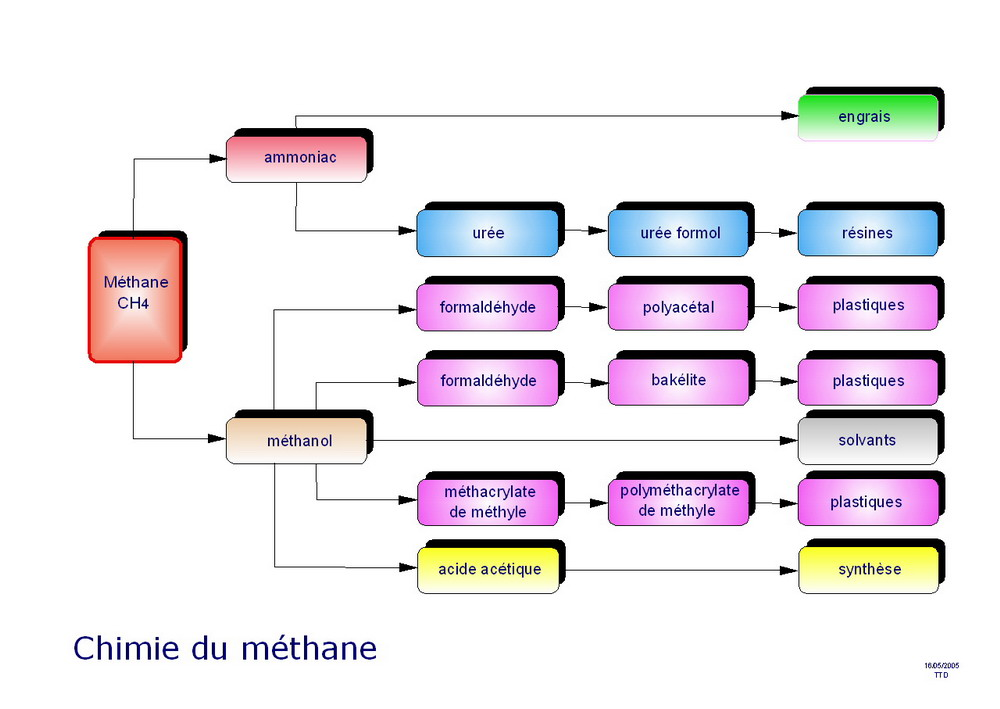

### Utilisation comme carburant
En 2015, 22,4 millions de véhicules au gaz naturel roulent dans le monde, en particulier en Iran (4,1 millions), en Chine (4 millions), au Pakistan (3,7 millions), en Argentine (2,5 millions), au Brésil (1,8 million), en Inde (1,8 million) et en Italie (0,89 million).
Le gaz naturel est un carburant de véhicules routiers ou industriels sous forme comprimée à 200 bars (GNC) ou liquéfiée à −163 °C (GNL). Le biogaz, issu de la valorisation de déchets organiques par méthanisation, une fois épuré en biométhane est équivalent au gaz naturel et peut aussi être utilisé, comprimé ou liquéfié . La combustion du gaz naturel et du biométhane est chimiquement beaucoup plus propre que celle des carburants classiques (CO2 : -25 % vs l’essence, pas de particules, oxydes d’azote : -80 %)[réf. nécessaire] et les moteurs fonctionnant au GNV sont deux fois plus silencieux[réf. nécessaire]. Ainsi, trouve-t-on en Europe des véhicules et utilitaires légers, des engins spéciaux et de propreté, des camions, bus et bennes à ordures ménagères fonctionnant au gaz. Leur autonomie s’étend de 300 km pour les véhicules légers au GNC à 1 000 km pour les poids lourds au GNL.

### Source d'hydrogène pour une pile à combustible
Le gaz naturel est aussi l'une des sources possibles d'hydrogène pour les piles à combustible.
En Europe depuis 2016, le programme PACE prévoit l'installation de 2 650 microgénérateurs dans l'Union, et une capacité de production d'au moins 1 000 machines par an en 2018 par quatre grands installateurs.
De 2018 à 2020, en France, l'Ademe s'est associée à GRDF pour tester durant trois ans une cinquantaine de piles au gaz naturel expérimentales qui fourniront en cogénération de l'électricité et de la chaleur dans des immeubles collectifs, des maisons ou de petites entreprises. De telles piles sont déjà courante au Japon (leader en la matière) et émergentes (dont en usage domestique) en Allemagne, où les piles (Viessmann) seront achetées. Leur rendement énergétique est de 1,4 à 1,5 fois celui d'une chaudière à condensation).
En 2018 leur coût d'achat et de maintenance sur trois ans est encore d'environ 25 000 € par unité, mais l'Ademe et GRDF prendront en charge 20 000 € pour les 50 installations et leur cœur doit être changé après une dizaine d'années. La part du biométhane dans les réseaux devrait s'accroître (objectif de 10 % en 2030 en France) tandis que les prix de l'électricité photovoltaïque devraient continuer à baisser, rendant la pile à combustible plus compétitive.

## Pouvoir calorifique
Le pouvoir calorifique d'un combustible est la quantité de chaleur exprimée en kWh ou MJ, qui serait dégagée par la combustion complète de 1 m3 normal (Nm3) de gaz sec dans l'air à une pression absolue constante et égale à 1,013 25 bar, le gaz et l'air étant à une température initiale de 0 °C (zéro degré Celsius), tous les produits de combustion étant ramenés à 0 °C et une pression de 1,013 25 bar.
Le pouvoir calorifique du gaz naturel s'exprime en mégajoule (MJ) ou kilowatt-heure (kWh) par normo mètre cube (Nm3).
On distingue deux pouvoirs calorifiques :
PCS = PCI + Chaleur latente de condensation (ou de vaporisation) de l'eau
pouvoir calorifique supérieur (PCS)C'est la quantité de chaleur qui serait dégagée par la combustion complète d'un mètre cube normal de gaz. La vapeur d'eau formée pendant la combustion étant ramenée à l'état liquide et les autres produits de combustion étant à l'état gazeux.
pouvoir calorifique inférieur (PCI)Il se calcule en déduisant du PCS la chaleur de vaporisation (2 511 kJ/kg) de l'eau formée au cours de la combustion et éventuellement de l'eau contenue dans le combustible.
Chaleur latente de condensation (ou de vaporisation)La combustion d'un hydrocarbure génère, entre autres, de l'eau à l'état de vapeur. Pour la vaporisation de 1 kg d'eau, 2 511 kJ de chaleur sont nécessaires. Cette énergie est perdue lorsque la vapeur d'eau contenue dans les gaz de combustion est évacuée avec ceux-ci par la cheminée, à moins de la récupérer, comme dans les chaudières à condensation, en condensant la vapeur d'eau contenue dans les gaz de combustion en les refroidissant par un échangeur de chaleur où circule l'eau froide : l'eau froide entrante récupère d'abord les calories de la vapeur qui s'est condensée avant d'être chauffée « pour de bon » dans le brûleur, et l'eau de combustion condensée est évacuée par un drain.
La récupération de chaleur de condensation est particulièrement judicieuse pour le gaz naturel, qui contient principalement du méthane, CH4, gaz qui a la plus grande proportion d'atomes d'hydrogène par molécule (4 H pour un C). Cet hydrogène se combine avec l'oxygène au cours de la combustion pour produire de la chaleur et de l'eau, immédiatement vaporisée et mélangée avec les autres produits de combustion (essentiellement du CO2). Ce fort contenu hydrogène dans le gaz naturel conduit une part non négligeable (environ 10 %) de l'énergie libérée lors de la combustion à être absorbée par la vaporisation de l'eau. Ces 10 % absorbés sont en grande partie restitués dans les chaudières à condensation.
Rapport PCI/PCS pour le gaz naturel : environ 0,9028 (3,25/3,6)
Pour le gaz naturel, on distingue :
- les gaz « type B » (ou « type L »)
distribués dans le Nord de la France. Ils ont un pouvoir calorifique supérieur compris entre 9,5 et 10,5 kWh/Nm3. C'est essentiellement le cas du gaz de Groningue (en provenance des Pays-Bas). Ce gaz se distingue par sa teneur élevée en azote.
- les gaz « type H »
distribués sur le reste du territoire français. Ils ont un pouvoir calorifique supérieur compris entre 10,7 et 12,8 kWh/Nm3.

Pour la plupart des appareils domestiques, ces deux types de gaz sont interchangeables, certains appareils nécessiteront cependant un réglage.

## Enjeux géopolitiques

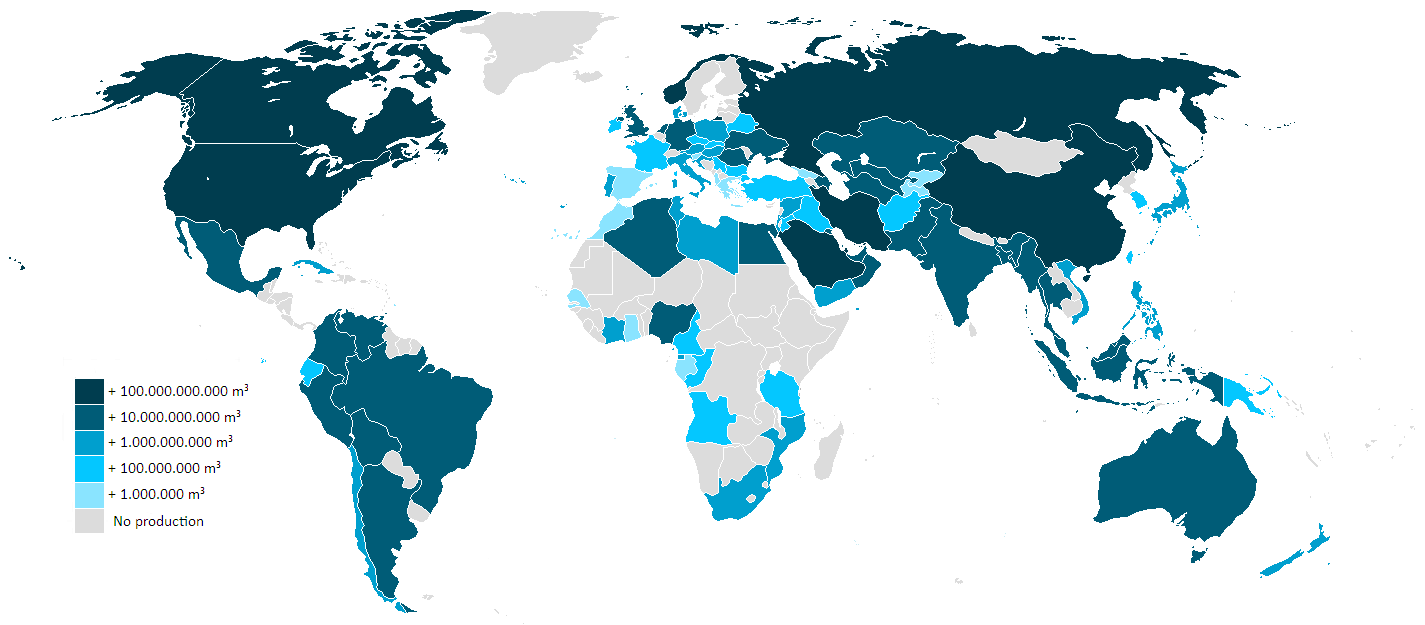
Pays classés par volume de gaz extrait (m/an).

Le gaz naturel, jusque dans les années 1970, présentait peu d'intérêt pour des raisons pratiques : difficile à transporter, moins énergétique que le charbon ou le fioul pour un même volume, dangereux à manipuler, il était souvent brûlé à la torche.
À partir des deux chocs pétroliers, le commerce du gaz naturel a pris de l'ampleur, mais la valorisation du gaz naturel, pour un même contenu énergétique, est toujours très inférieure à celle du pétrole[pourquoi ?]. Les sites de grande taille et à proximité d'un port sont plus facilement rentables. Au XXIe siècle, la géopolitique du gaz naturel présente des points communs[Lesquels ?] avec la géopolitique du pétrole, mais toujours avec des différences importantes[Lesquelles ?] ; en particulier, le gaz naturel fait souvent l'objet de contrats à long terme pour financer les gazoducs ou les stations de liquéfaction, nécessaires à ce commerce. Ce mode de fonctionnement commercial rend le marché peu dynamique et concerne un petit nombre d'acteurs, ne facilitant pas son développement.[réf. nécessaire]
La dépendance de l'Europe au gaz russe pose un problème stratégique depuis les crises ukrainiennes répétées. En 2013, selon une étude d'Eurogas, la part du gaz russe dans la consommation des 28 pays de l'Union européenne a atteint 27 %, contre 23 % en 2012 ; la consommation de gaz de l'UE a pourtant reculé, pour la troisième année de suite, baissant de 1,4 %, après des baisses de 10 % et 2 % en 2011 et 2012 ; la production de gaz sur le territoire de l'Union européenne a connu un déclin de 1 % mais reste la première source (33 % de la consommation, comme en 2012) ; la Norvège a légèrement augmenté sa part (23 % contre 22 % en 2012) ; la part de la Russie remonte à environ 40 % des importations de l'UE, alors que la tendance était plutôt à un déclin au cours de la dernière décennie.
En octobre 2015, un terminal maritime de gaz naturel liquéfié (GNL) a été mis en service à Świnoujście, au Nord-Ouest de la Pologne, près de la frontière allemande. Il permet à la Pologne de s’approvisionner désormais par navires méthaniers auprès de nombreux pays tels que le Qatar ou le Nigeria. La mise en exploitation du terminal GNL de Świnoujście réduira sensiblement le risque de pressions russes et permettra surtout à la Pologne de choisir en toute indépendance ses fournisseurs et de négocier librement les prix. Le terminal aura une capacité de 5 milliards de m3 par an, soit un tiers du gaz consommé par la Pologne, dont environ 40 % provient de Russie. Il permettra également d'approvisionner, via un gazoduc, les États baltes, dépendants de la Russie pour 30 % à 100 % de leurs achats de gaz, selon un protocole signé début octobre 2015 à Bruxelles ; l'Union européenne financera la moitié, de ce gazoduc.
La Lituanie a reçu le 21 août 2017 son premier méthanier chargé de GNL en provenance des États-Unis. L'accord sur la livraison de GNL avait été signé fin juin 2017 avec le groupe américain Cheniere. Le gaz livré servira des clients lituaniens, mais aussi lettons et estoniens. À moyen terme, la Lituanie souhaite s'approvisionner à hauteur de 50 % en GNL, qui lui sera essentiellement fourni par le norvégien Statoil. Le solde sera fourni par un gazoduc la reliant à la Russie. La Lituanie a mis fin au monopole du russe Gazprom en 2014, avec l'ouverture du terminal gazier de Klapeida. En 2015, un accord a été signé à Bruxelles pour financer une interconnexion gazière entre la Lituanie et la Pologne, dont la construction devrait être achevée à l'horizon fin 2019. L'Union européenne promeut un gazoduc reliant l'Estonie à la Finlande, un autre projet prévoyant une interconnexion entre l'Estonie et la Lettonie.
Le Fonds monétaire international (FMI) publie le 19 juillet 2022 trois documents de travail sur l'impact économique d'un arrêt des livraisons de gaz russe aux pays de l'Union européenne (UE). Le FMI constate que les infrastructures européennes et l'approvisionnement mondial ont permis de surmonter une baisse de 60 % des livraisons de gaz russe depuis juin 2021. Il estime qu'une réduction du gaz russe allant jusqu'à 70 % pourrait être gérée à court terme grâce à d'autres sources d'approvisionnement et d'énergie et au fait que la hausse des prix de l'énergie réduirait la demande. Mais une interruption complète obligerait à une baisse de la consommation « d'hiver » (de début novembre jusqu'à fin mars) d'environ 12 %, soit 36 Gm3, et un hiver particulièrement rigoureux se traduirait par une économie forcée de 30 Gm3 supplémentaires. Les pays les plus touchés seraient la Hongrie, la Slovaquie, la Tchéquie et l'Italie, qui pourraient subir une perte de PIB de 3 à 6 % ; l'Allemagne, l'Autriche, la Roumanie et la Slovénie verraient leur PIB baisser de 2 à 3 % ; la France, l'Espagne et le Royaume-Uni seraient peu touchés : environ un point de PIB.

## Impacts environnementaux du gaz naturel
L'extraction, la distribution et l'utilisation finale du gaz naturel entraînent des émissions à la fois de gaz carbonique (CO2) lors de la combustion et de méthane CH4 tout au long du cycle.
L'Agence internationale de l'énergie (AIE) évalue les émissions mondiales de gaz à effet de serre dues à la combustion du gaz naturel à 7 458 Mt (millions de tonnes) d'équivalent CO2 en 2022, contre 2 049 Mt en 1971 et 3 677 Mt en 1990 ; la progression depuis 1990 est de 103 %.
La gaz naturel était responsable de 21,3 % des émissions de CO2 dues à la combustion en 2022, contre 43,7 % pour le charbon et 32,7 % pour le pétrole ; en 1990, la part du gaz n'était que de 17,2 %.

### Émissions de gaz carbonique

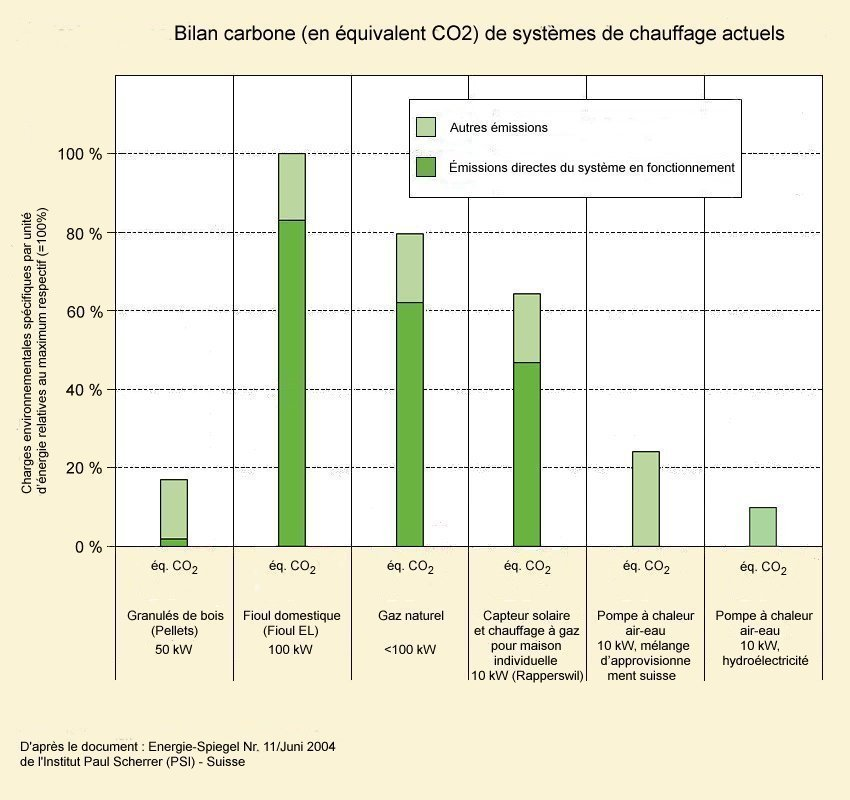
Bilan des émissions de gaz à effet de serre (en équivalent) de systèmes de chauffage en Suisse. Émissions directes. Autres émissions = émissions sur la chaîne de production

La combustion du gaz naturel rejette du dioxyde de carbone : 56,9 kg équivalent CO2 par gigajoule PCI de chaleur produite (contre 73,8 pour le fioul domestique et 96 pour le charbon).

### Émissions de méthane
Le gaz naturel est responsable, de son extraction à sa combustion en passant par son transport, d'importantes émissions de méthane, son principal constituant, dont le potentiel de réchauffement global vaut 25 fois celui du CO2.
Les fuites de méthane dans la chaîne de fourniture de pétrole et de gaz naturel des États-Unis en 2015 sont évaluées à 2,3 % de la production de gaz naturel par une étude approfondie parue dans Science, soit 60 % de plus que les estimations de l'Environmental Protection Agency. L'AIE estime en 2018 que chaque année, les compagnies pétrolières et gazières émettent plus de 75 millions de tonnes de méthane dans l'atmosphère, et que le taux de fuite moyen atteint 1,7 % pour la chaîne du gaz ; cela représente, selon les sources, 13 % à 20 % des émissions de méthane.
Une autre étude décrite dans Scientific American en mai 2020 estime les fuites de méthane dans le Bassin permien (États-Unis) à 3,7 % du gaz naturel extrait. Or le gaz naturel perd son avantage par rapport au charbon en matière d'émissions de gaz à effet de serre lorsque le taux de fuites dépasse 2,7 %. Les fuites de méthane sont moins élevées dans les champs exploités pour le gaz lui-même (schistes de Marcellus, schistes de Haynesville (en)) que dans ceux où la gaz est un sous-produit de l'extraction du pétrole (Bakken, Permian) ; le problème est particulièrement aigu dans le Permien, où les infrastructures sont anciennes et fuient.

### Impact global sur le réchauffement climatique
Le gaz naturel est souvent présenté comme moins polluant que le pétrole et préférable au charbon, ses émissions de CO2 étant inférieures de 40 % et celles de dioxyde de soufre pratiquement nulles s'il est désoufré. Mais les fuites de méthane (cf. #Émissions de méthane) menacent d'annuler ces avantages. Treize grande compagnies regroupées dans l'Oil & Gas Climate Initiative ont annoncé en 2018 leur intention de tendre vers zéro émission.
Le torchage est une émission directe et volontaire de gaz à effet de serre (sous forme de gaz carbonique [CO2] principalement).
Le secteur gazier génère en outre des émissions de méthane (CH4) et d'autres polluants durant le forage, l'exploitation du gisement, le stockage, la compression, le transport et la distribution du gaz. Les techniques modernes de fracturation hydraulique augmentent le risque et le niveau de fuites ou de perte lors des forages et des incertitudes existent quant à la fiabilité à moyen ou long terme du colmatage des puits en fin de production, notamment en zone sismiquement active.
En termes d'émissions, selon le 4e rapport du GIEC, pour la production électrique le gaz naturel émet en moyenne 490 gCO2e/kWh alors que le charbon émet 820 gCO2e/kWh. Cependant, le gaz de schiste s'accompagne d'émissions indirectes largement supérieures car la technique de fracturation hydraulique utilisée pour son extraction entraîne des fuites de méthane d'au moins 4 % de la production du gisement ; cela rend le gaz de schiste aussi émissif que le charbon.
Le gaz naturel a longtemps été présenté comme un combustible moins nuisible pour le climat que le charbon et les produits pétroliers. C'est en partie vrai, car il émet par unité de masse moins de gaz à effet de serre que les autres combustibles fossiles quand il brûle. Une centrale au gaz émet ~ 57 % moins de CO2 par kilowatt-heure (kWh) qu'une centrale au charbon, et est en moyenne 20 % plus efficace pour convertir l'énergie du combustible en électricité qu'avec du charbon, le remplacement du charbon par le gaz a donc d'abord été présenté comme un pont vers un secteur de l'énergie décarboné.
Cette assertion tend cependant à être nuancée voire contredite, notamment depuis les années 1980, quand les études ont commencé à prendre en compte les effets indirects et connexes de l'exploitation des sources de méthane fossiles, du cas particulier (qui tend à devenir le cas général) des gaz non conventionnels ainsi que les effets indirects d'un prix moins cher de l'énergie-gaz, devenue provisoirement abondante grâce à la fracturation hydraulique,.
Depuis 2010, le débat scientifique et technique est très actif sur l'intérêt ou non de passer du charbon au gaz naturel pour protéger l'environnement.
- Des études publiées en 2011 et 2012 remettent en cause l'intérêt climatique du gaz naturel géologique, si la hausse de sa production devait se poursuivre. Le gaz de schiste, de couche et les gaz profonds sont en effet plus « sales » et plus difficiles à collecter sans fuites de gaz vers l'atmosphère, la mer ou les nappes[111],[112],[113] ou sans consommation importante d'eau et d'énergie.
- Un prix bas du gaz incite au gaspillage et à consommation croissante (encouragée aux États-Unis par une réglementation imposant le passage du charbon au gaz, et non à des alternatives encore plus propres).
- Le bilan carbone global du gaz de schiste apparaît parfois pire que celui du charbon[114] et les fuites de gaz induites par la fracturation et les fuites dans les réseaux contribuent au changement climatique[115].
- Une étude[116] publiée en septembre 2014 confirme que l'utilisation croissante de gaz naturel retarderait aussi le déploiement d'énergie propres, sûres et renouvelables, qui permettraient une économie réellement décarbonée[117].
- Dans la revue Nature en 2014, une étude de McJeon et al. constate que le gaz naturel n'aidera pas à réduire le changement climatique, mais au contraire augmentera les émissions de gaz à effet de serre de près de 11 %[118]. Une importante baisse du prix du gaz aux États-Unis est constatée à partir de 2011 à cause de l'exploitation de gaz profonds et du gaz de schiste ; cette étude, en se basant sur divers modèles disponibles de réduction des effets de gaz naturel sur l'atmosphère, conclut que cette baisse des coûts du gaz pourrait freiner le processus de décarbonation de l'économie et conduire à une augmentation de la consommation avec une légère hausse globale des émissions de gaz à effet de serre d'ici à 2050, rapporte le National Journal[119].

En 2019, Katsumasa Tanaka dans la revue Nature Climate Change, juge que convertir les centrales au charbon au gaz reste préférable que continuer à utiliser le charbon (notamment pour la Chine, les États-Unis, l’Inde ou même l’Allemagne) car selon lui les avantages d’une combustion plus propre l'emportent sur ses risques potentiels si on intègre le contexte géopolitique et les récents progrès de la compréhension des métriques d’émissions, qui permettent de ne pas passer par la modélisation. Mais il convient aussi de sortir du gaz fossile qui doit n’être qu’une « passerelle vers des formes d'énergie plus durables et vers une décarbonation ». Il admet que si les impacts de fuites de méthane commencent à être étudiés aux États-Unis, ils restent très incertains ailleurs dans le monde. Les métriques retenues pour cette étude correspondent selon les auteurs aux récentes recommandations du Programme des Nations unies pour l'environnement et de la Society of Environmental Toxicology and Chemistry (en). Ils sont les premiers à utiliser ces recommandations dans le débat « charbon contre gaz ». Ils précisent qu’ils n’ont pas intégré la qualité de l'air dans leurs calculs, mais que le faire renforcerait sans doute leur conclusion, de même pour les effets secondaires sur la contamination de l'eau potable et les activités sismiques induites selon Tanaka.
Selon une étude scientifique parue en 2023, l'impact du gaz naturel sur le réchauffement climatique peut être égal ou même supérieur à celui du charbon, dans certaines circonstances, du fait des fuites de méthane. Les bassins de production de gaz aux États-Unis révèlent des taux de fuite allant de 0,65 % à 66,2 % et des taux de fuite similaires ont été détectés dans le monde entier.
Les pays producteurs ne sont pas seuls à être touchés ou responsables, en raison des exportations de gaz vers l'étranger.

### Risques pour le grand public

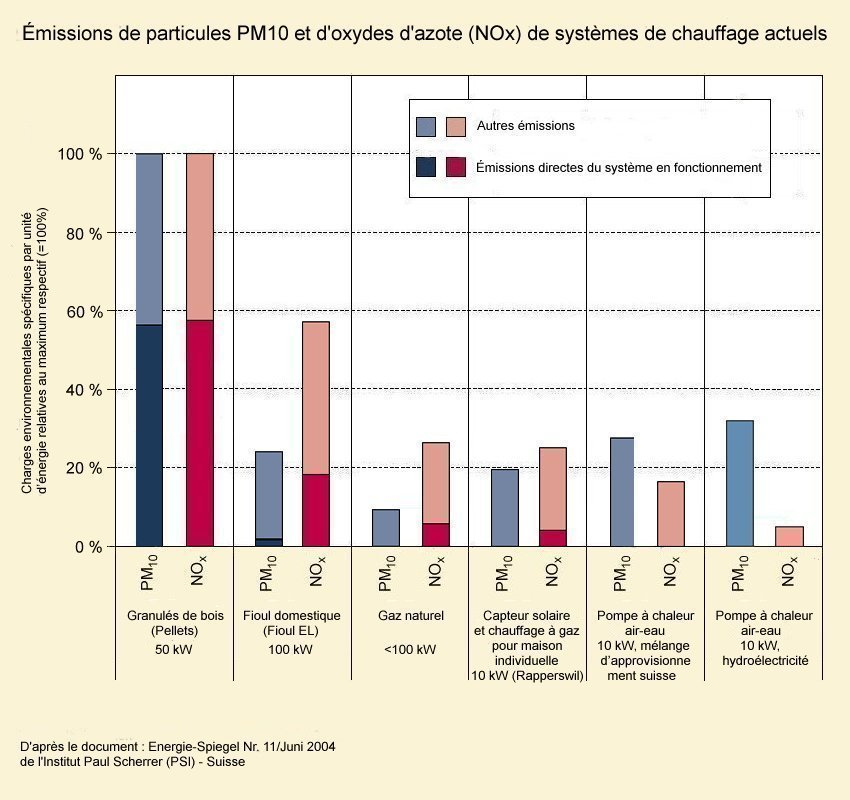
Émissions de PM10 et de NOx (NO + NO2) de systèmes de chauffage actuels en Suisse (Institut Paul Scherrer, 2004). Pour réduire les émissions du bois énergie, l'institut préconise sa conversion en gaz naturel de synthèse.

Les principaux dangers directs sont l'explosion, l'incendie. Les produits de combustion du méthane sont dangereux pour la santé (risque d'asphyxie en atmosphère confinée ou en cas de mauvaise combustion) :
- inflammation : le méthane peut s'enflammer en présence d'air, d'autres oxydants et d'une source de chaleur. Sa limite inférieure d'inflammabilité est de 5 % et sa limite supérieure d'inflammabilité est de 15 % ;
- explosion d'un mélange air/gaz :
  - en milieu non confiné, ce gaz ne détone pas et son inflammation conduit à de faibles surpressions,
  - en milieu confiné, il peut exploser (en cas d'inflammation d'un mélange air/gaz s’il y a suffisamment de gaz dans le mélange) ;
- décompression : La libération brutale de gaz comprimé à haute-pression peut s'accompagner d'un effet local de congélation et de projections violentes d'objets (éclats métalliques, terre, pierres...) ;
- anoxie/asphyxie :
  - en milieu libre ce gaz plus léger que l'air s'élève rapidement et se disperse sans créer de nappe gazeuse au sol ni dans l'air,
  - en milieu confiné le gaz naturel est un gaz asphyxiant (par privation d'oxygène) ;
- intoxication ; en cas de combustion incomplète en milieu confiné ou en milieu appauvri en oxygène (défaut d'air de combustion ou ventilation insuffisante), il y a production de monoxyde de carbone (toxique à de très faibles concentrations) ;
- particules : Ce gaz n'étant pas livré pur à 100 %, et les systèmes de combustion étant imparfaits, sa combustion est source de microparticules et nanoparticules[125] dont les effets sur la santé sont encore mal appréhendés.

Si la combustion du gaz naturel ne produit pas de suies (particules de 10 à 100 nanomètres), une étude publiée en 2008 montre qu'un brûleur normal de chauffe-eau au gaz ou de gazinière produit des particules ultrafines ou des nanoparticules (de 1 à 10 nm de diamètre). Dans une chaudière à condensation, leur taux est plus bas (0,1 mg Nm−3 ou milligramme par normo-mètre cube) grâce à une combustion optimisée, mais un brûleur normal de gazinière engendre des taux particulaires bien plus élevés (5 mg Nm−3) ainsi d'ailleurs qu'une « quantité significative » d’hydrocarbures aromatiques polycycliques qui pourraient peut-être interagir avec ces nanoparticules.

### Risque industriel
Il concerne surtout l'amont de la filière (du puits au client final) et les gros clients industriels.
Les principaux dangers du gaz naturel sont liés au fait qu'il est extrait, véhiculé et fourni sous pression, qu'il est inflammable et explosif. L’exploitation offshore ou terrestre de gaz profonds (à plus de 4 ou 5 km de profondeur), chauds (de 190 °C à plus de 200 °C), très corrosifs et sous très haute pression, est source de risques nouveaux, comme l'a montré l'accident d'Elgin.

### Risques pour les écosystèmes
Ils peuvent s'exprimer tout au long de la filière (de l'accident de forage à la contribution du gaz naturel à l'effet de serre en passant par les séismes induits).
Les gisements les plus accessibles étant en cours d'épuisement, les industriels gaziers doivent forer plus profondément et exploiter des gaz « non conventionnels » souvent plus sales, c'est-à-dire plus acides, corrosifs et toxiques. Les industriels ont ainsi à traiter et gérer une quantité croissante de soufre (sous forme de H2S principalement), ce qu'ils ont appris à faire en France dès les années 1950 avec le gisement de Lacq dans le Sud-Ouest de la France (16 % d'hydrogène sulfuré et 10 % de CO2, deux gaz acidifiants et très toxiques pour le H2S). Ils sont de plus en plus confrontés à la présence de mercure et de sulfure de plomb et/ou de sulfure de zinc, sources de risques de colmatage par entartrage minéral dans le puits, les vannes de sécurité ou la tête de puits. On parle maintenant de « gaz ultra-acides » (Sour and Acid Gas pour les anglophones), par exemple pour le gaz d'Elgin-Franklin en mer du Nord. 40 % du gaz des réserves mondiales connues en 2005 et susceptibles d'être exploitées (plus de 2 600 billions de pieds cubes) sont acides ou ultra-acides et riches en H2S. Dans ces réserves, plus de 350 milliards de pieds cubes contiennent plus de 10 % de H2S. Outre des risques de corrosion exacerbés pour l'infrastructure extractive, ce caractère acido-toxique est a priori source d'un risque environnemental supplémentaire en cas d'accident ou de fuites chroniques.
La fracturation hydraulique consomme de grandes quantités d'eau et utilise des additifs chimiques souvent toxiques. Le torchage et les fuites ont, en outre, des effets directs et indirects sur le climat et l'acidification des milieux (voir ci-dessus).